# Abteilwagen

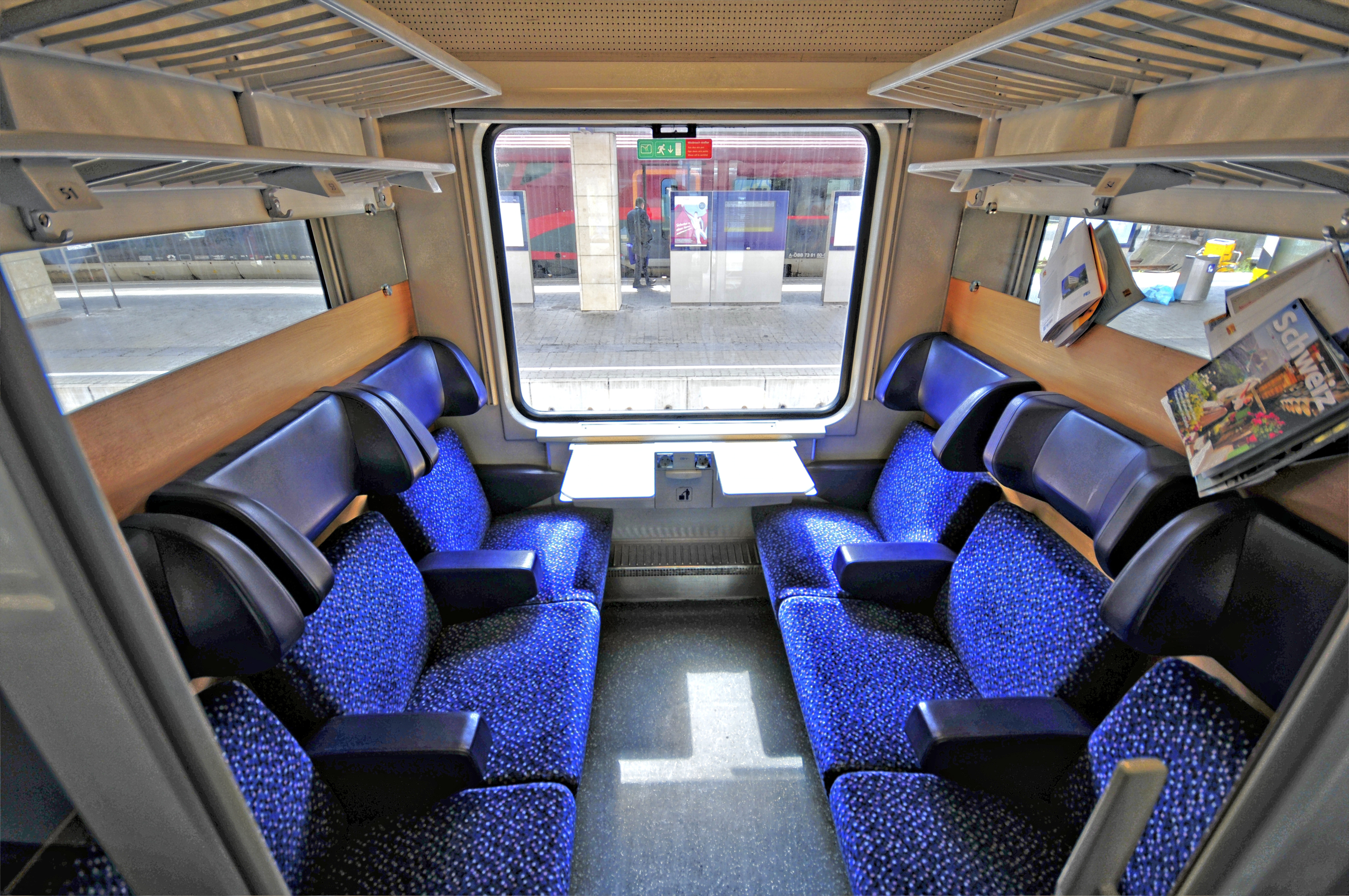
Abteil der ÖBB mit sechs Sitzplätzen

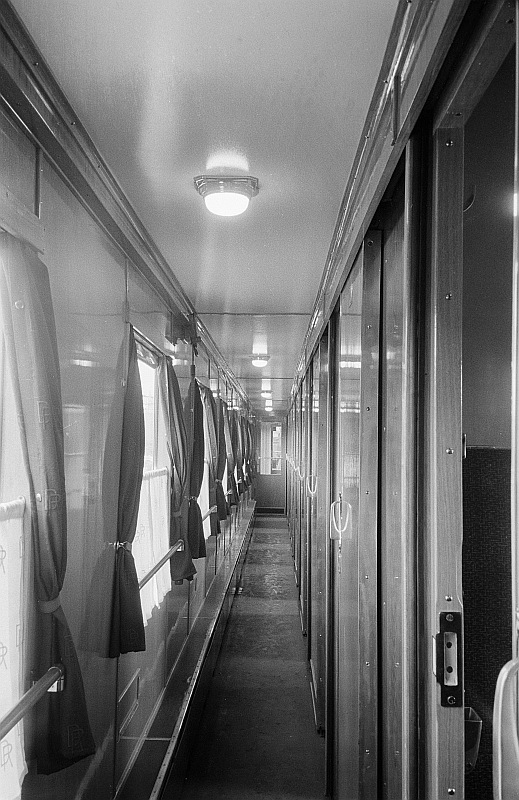
Seitengang eines Schlafwagens (1952)

Als Abteilwagen werden zwei verschiedene Grundbauarten von Personenwagen der Eisenbahn bezeichnet.
Ursprünglich waren Abteilwagen Reisezugwagen, bei denen mehrere voneinander getrennte Abteile mit jeweils eigenen, auf der Wagenlängsseite angeordneten Einstiegstüren in einem gemeinsamen Wagenkasten angeordnet waren. Abteilwagen dieser Bauart waren früher in fast ganz Europa verbreitet und wurden bis in die 1960er Jahre eingesetzt. Das Gegenstück dazu bildeten die von Edmund Heusinger von Waldegg entwickelten Durchgangswagen mit einem Durchgang seitlich oder in der Mitte des Wagens und gesonderten Einstiegsbereichen.
Nach Ausmusterung der Abteilwagen der erstgenannten Bauart wird seit den 1970er Jahren der Begriff Abteilwagen zumeist als Synonym für die klassischen Schnellzugwagen, also Durchgangswagen mit geschützten Wagenübergängen, Seitengang und durch Zwischenwände separierte Abteile mit gegenüberliegenden Sitzen verwendet, die genauer, aber seltener auch Seitengangwagen oder österreichisch Korridorwagen genannt werden. Das Gegenstück zu diesen Abteilwagen sind Großraumwagen, in denen die Sitze meist hintereinander beidseitig eines Ganges ohne Trennwände zu diesem angeordnet sind.

## Abteilwagen mit Seitentüren ohne Durchgangsmöglichkeit

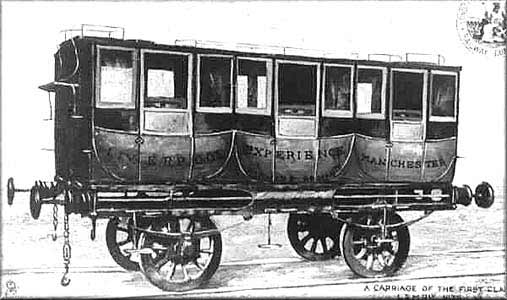
Früher englischer Abteilwagen aus drei Postkutschen-Abteilen um 1830

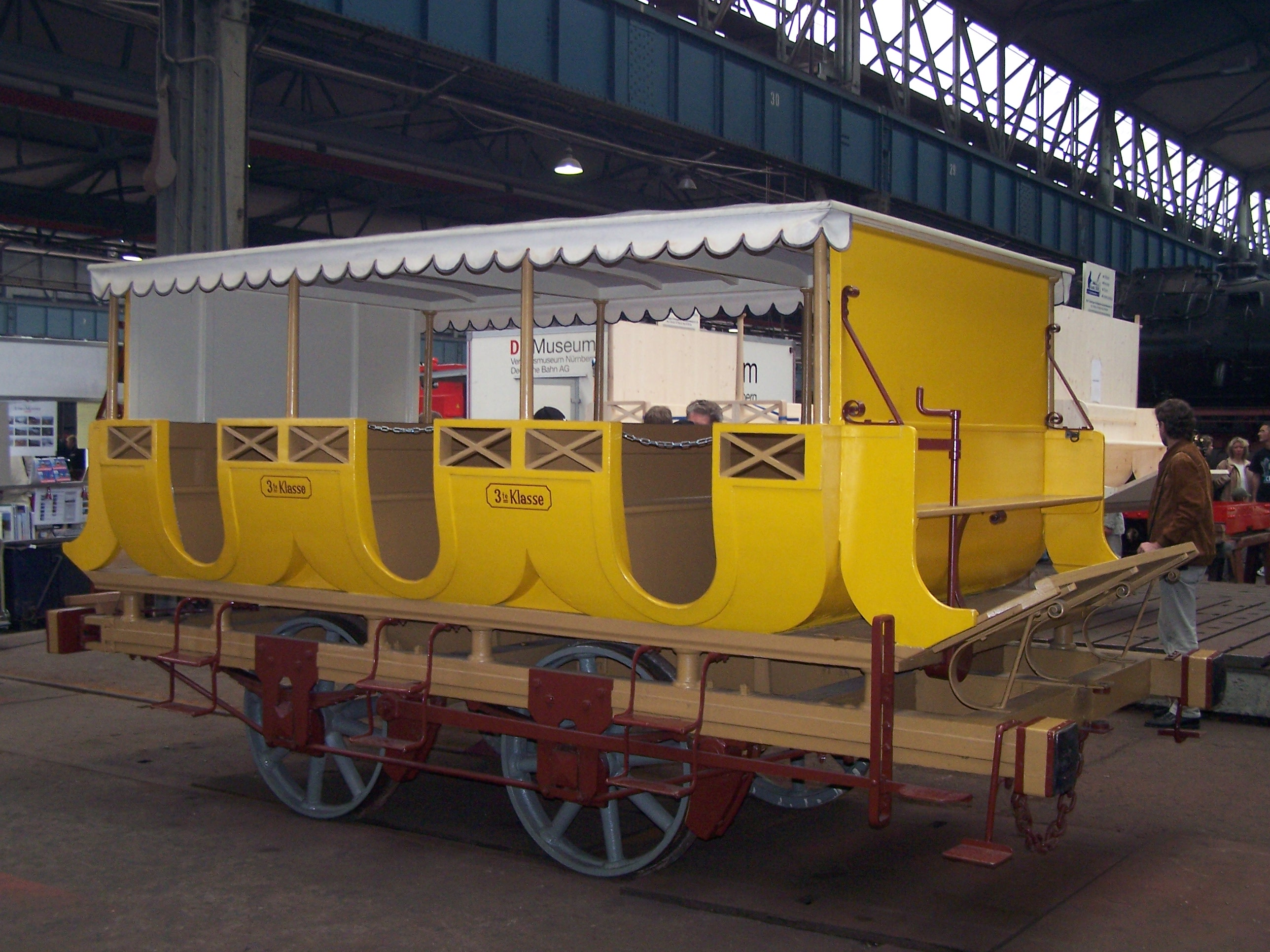
Nachbau von 1935 eines Personenwagens der dritten Wagenklasse der Ludwigseisenbahn von 1835 mit drei Kutschabteilen ohne feste Türen, dessen Original unter Leitung des Ingenieurs Paul Camille von Denis entstand

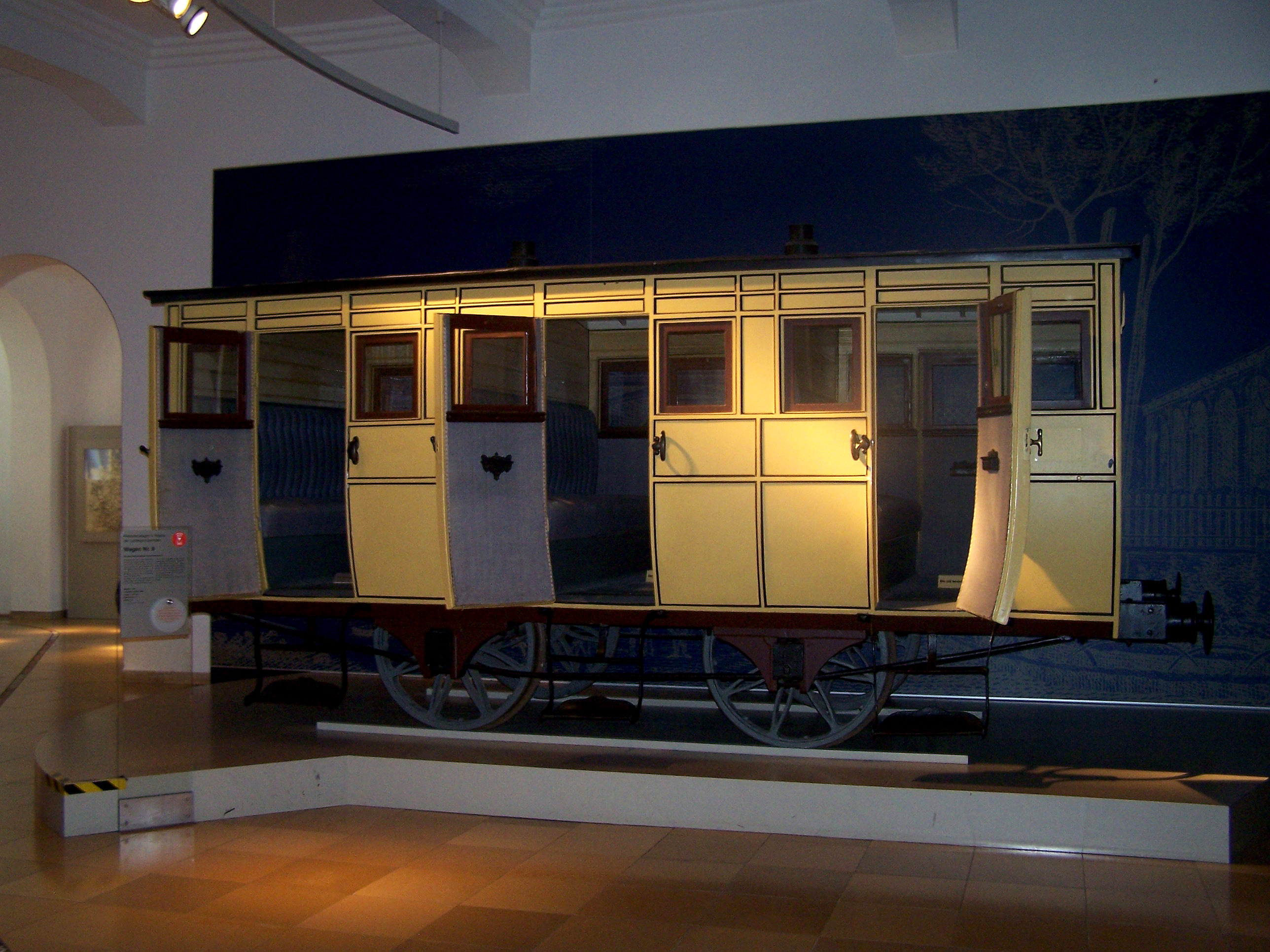
Original eines Personenwagens der zweiten Wagenklasse der Ludwigseisenbahn von 1835 mit drei Kutschabteilen und Türen

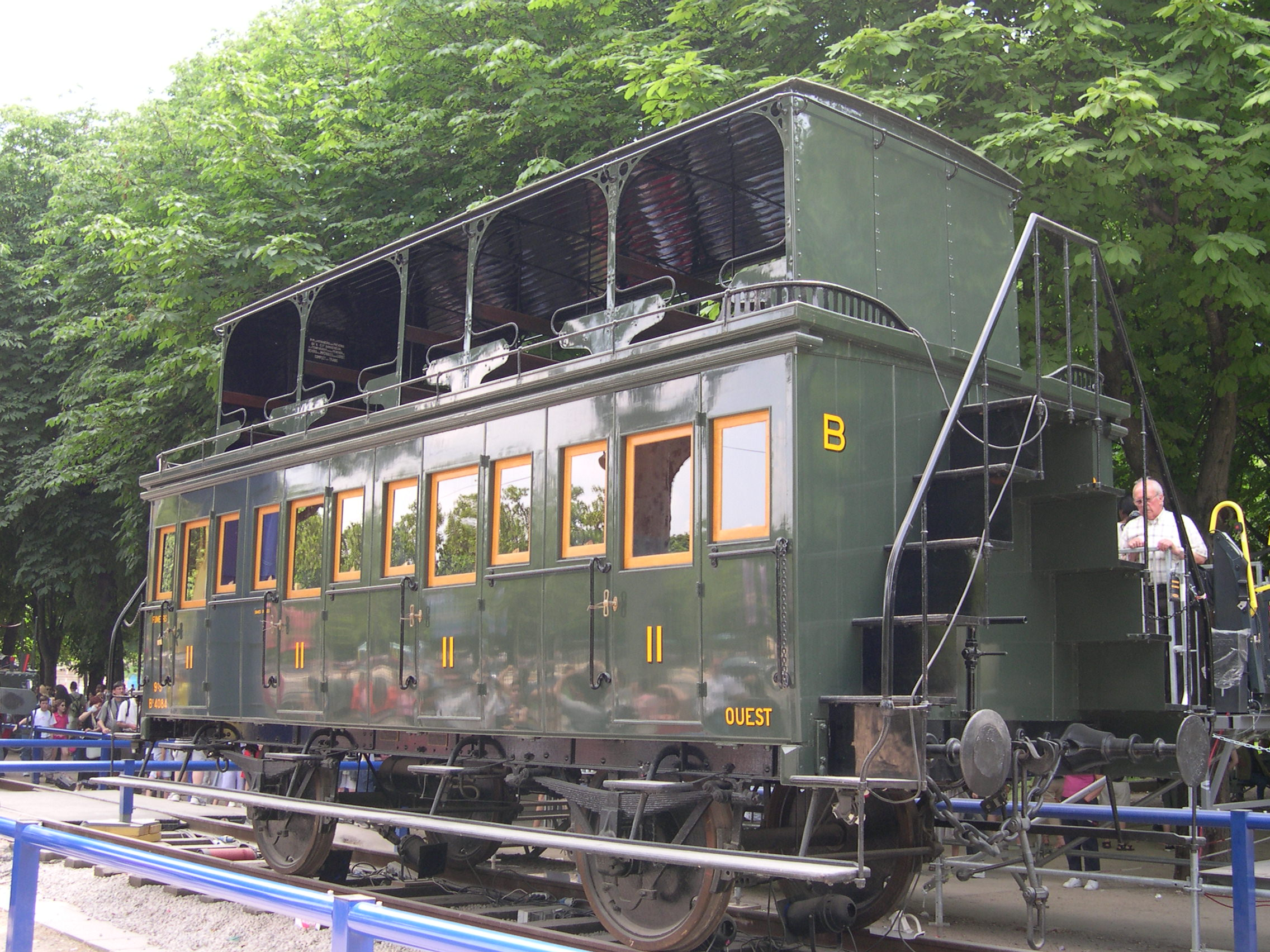
Zweiachsiger französischer Abteilwagen mit Oberdeck (Impériale) im Einsatz 1855–1931

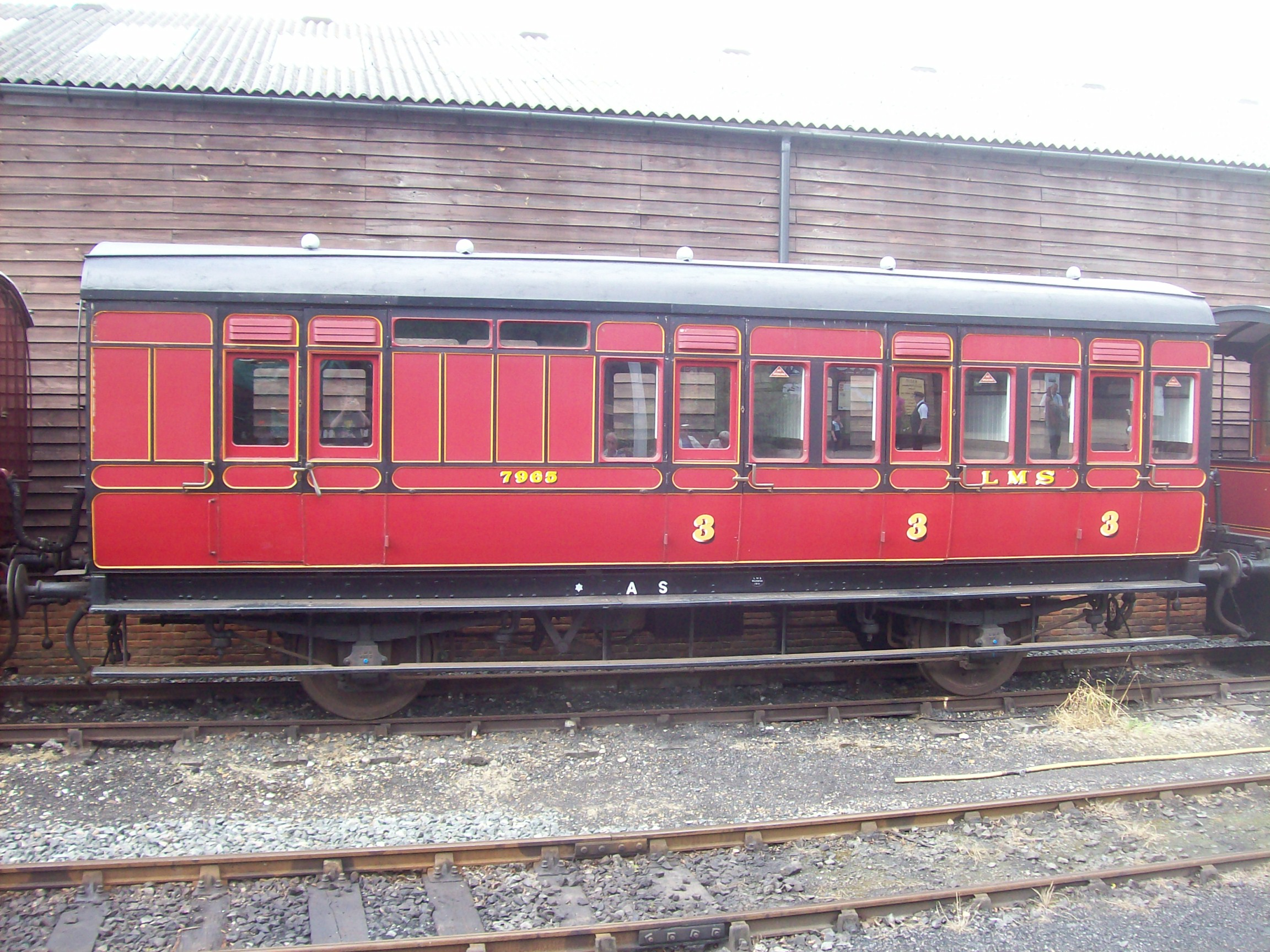
Zweiachsiger Englischer Abteilwagen mit Gepäckabteil

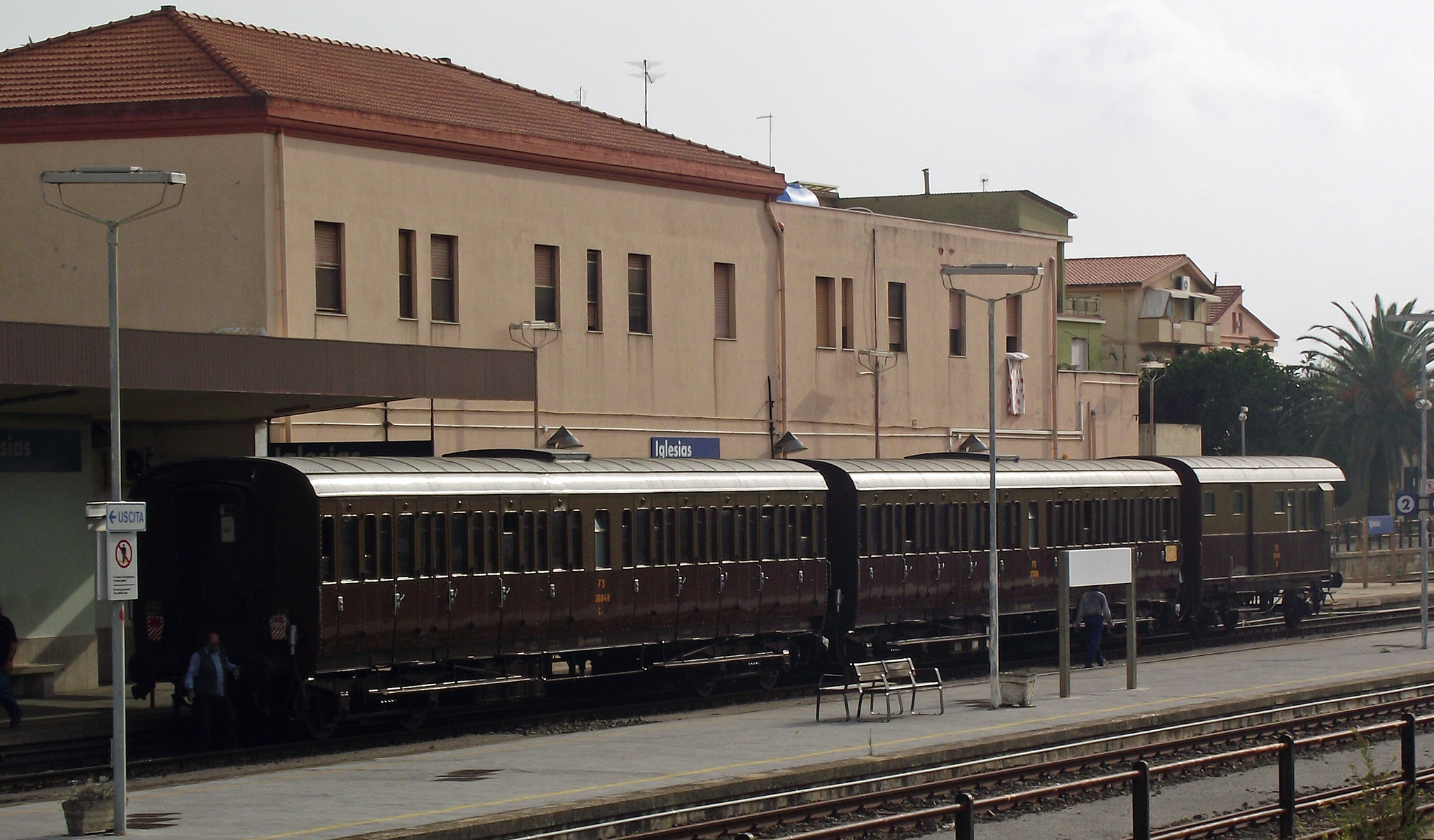
Vierachsiger italienischer Centoporte-Abteilwagen („Hunderttürer“)

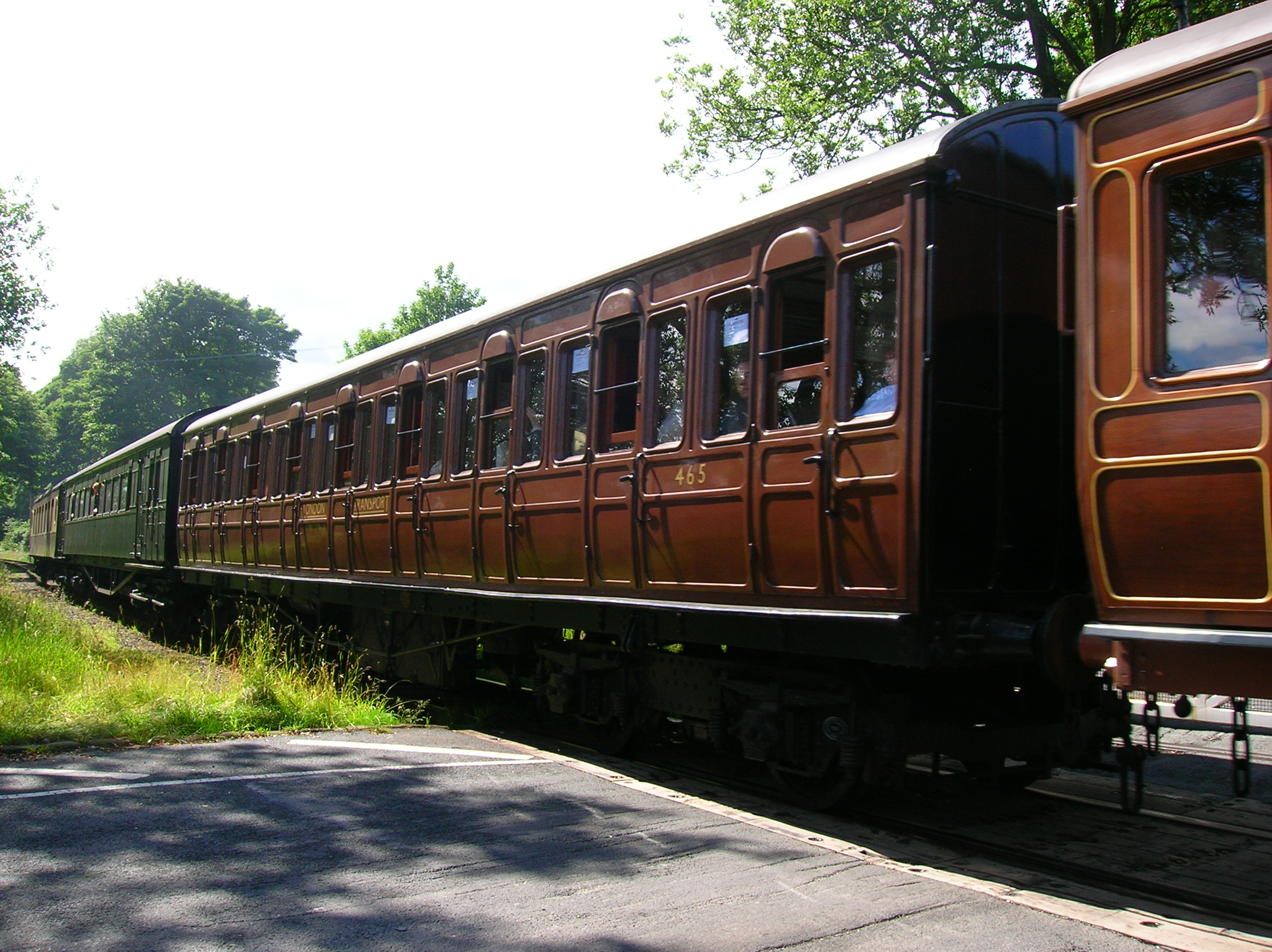
Vierachsiger Englischer Abteilwagen Typ Dreadnought Baujahr 1919

Zu Beginn der Eisenbahnzeit in England wurden meist zwei oder drei Abteile von Postkutschwagenkästen auf ein Eisenbahn-Fahrgestell aufgesetzt. Die Verwendung der alten Postkutschen wurde aus Gründen der Einfachheit gewählt, da es schlichtweg noch keine Industrie für den Waggonbau gab. Dieser Wagentyp wurde daher im 19. Jahrhundert auch als „Personenwagen englischen Systems“ bezeichnet (kurze zwei- und dreiachsige Abteilwagen), im Gegensatz zu den damals „Durchgangswagen“ genannten Großraumwagen, den „Personenwagen amerikanischen Systems“ (in der Regel lange vierachsige Durchgangswagen mit offenen Bühnen am Wagenende).
War anfangs die Herkunft der einzelnen Abteile aus Kutschkästen noch klar erkennbar, so verschmolzen diese bald zu einem Wagenkasten mit vielen Seitentüren – der „Hunderttürenwagen“ war entstanden. Abteilwagen ohne innere Verbindung der Abteile, die man im 19. Jahrhundert auch als Wagen „ohne Intercommunication“ einordnete, wurden etwa bis Anfang des 20. Jahrhunderts gebaut. Ein wesentlicher Nachteil dieser Bauart war, dass Reisende nach Einstieg in den Zug die Abteile nicht wechseln konnten, womit es bei großem Andrang entsprechend lange dauerte, bis sich die Reisenden auf die freien Plätze verteilt hatten. Auch konnte man in solchen Zügen während der Fahrt keine Toilette (damals noch als „Abort“ bezeichnet) oder den Speisewagen aufsuchen; beide Einrichtungen setzten sich allerdings auch erst um 1890 in den Zügen verbreitet durch. War eine Toilette vorhanden, so konnte diese nur bei einem Halt aufgesucht und erst beim nächsten Halt wieder verlassen werden. Die mangelnde Kommunikationsmöglichkeit zu anderen Reisenden oder dem Zugpersonal begünstigte die Verübung von Verbrechen im Zug. Überdies musste das Zugpersonal außen an den Trittbrettern der Wagen entlangklettern, wollte es die Fahrkarten während der Fahrt kontrollieren, was zu einer sehr hohen Zahl von tödlichen Unfällen führte. Die Gefahr solcher Unfälle stieg mit zunehmender Geschwindigkeit der Züge, außerdem können bei höherer Geschwindigkeit durch den entsprechend starken Fahrtwind einmal geöffnete Türen u. U. nicht mehr geschlossen werden.
Das Kommunikationsproblem wurde zunächst durch kleine Sichtfenster zwischen den Abteilen entschärft, nachdem es in den 1860er Jahren zu zwei Mordfällen gekommen war, die die Isolation der Abteile bei dieser Wagenbauart ausgenutzt hatten. Mit dem Bedürfnis nach höheren Reisegeschwindigkeiten (kürzere Bahnhofsaufenthalte) und größerem Komfort versah man aber auch Abteilwagen mit Toiletten (anfangs pro Abteil eine) und später mit inneren Durchgängen, die zwar Sitzplätze kosteten, aber einen Abteilwechsel oder Toilettengang innerhalb des Wagens erlaubten. Zahlreiche Abteilwagen früher Ausführung wurden später entsprechend umgebaut. Es wurden aber auch Zwischenformen zwischen Abteil- und Durchgangswagen beschafft, also Wagen, die zwar in jedem (oder jedem zweiten) Abteil eine seitliche Einstiegstür, aber auch einen Gang und Übergänge zu den nächsten Wagen besaßen.
Unzählige zwei-, drei- und vierachsige Fahrzeuge in Abteilwagenbauart waren vor allem im Norden Deutschlands und insbesondere bei den Preußischen Staatseisenbahnen verbreitet. Besonders bekannt waren sie auch in Frankreich (hier teilweise mit zweitem seitlich offenem Oberdeck als Voiture à Impériale bezeichnet), als Vierachser aber auch in Großbritannien als Compartment Car sowie im Königreich Italien, wo sie als Centoporte (Hunderttürer) bezeichnet wurden (bisweilen auch Milleporte).

### Entwicklung in Preußen

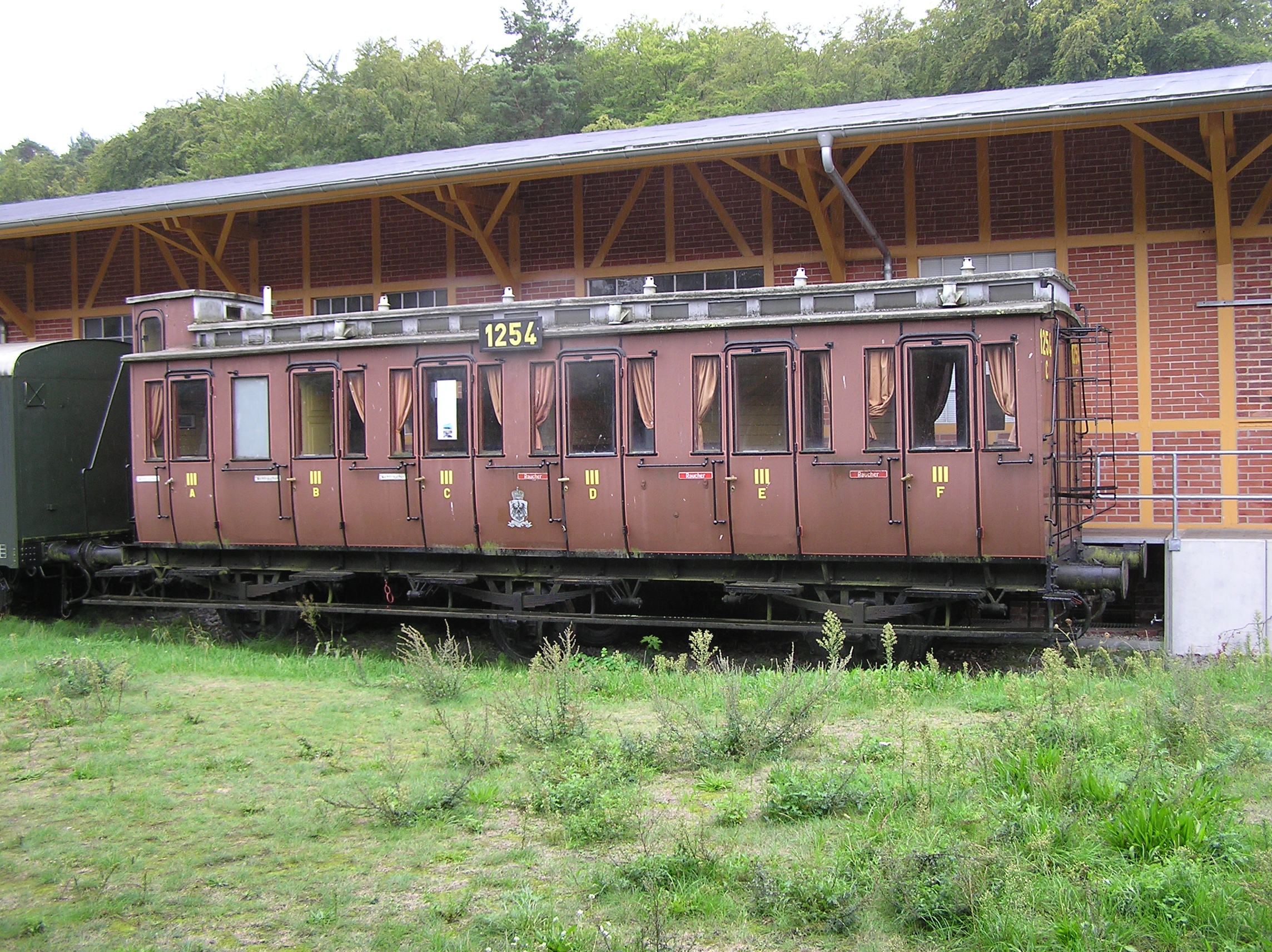
Dreiachsiger Preußischer Abteilwagen der 3. Wagenklasse mit Bremserhaus

Bis etwa 1880 waren zweiachsige Abteilwagen die Norm. Nach dem Ende der Verstaatlichungswelle der Preußischen Staatseisenbahnen um 1895 wurden die laufruhigeren Dreiachser beschafft. Dafür wurden so genannte „Normalien für“ aufgestellt, die Wagen der zwei-, drei- und später vierachsigen Bauarten enthielten. Bei den Dreiachsern waren sowohl starre Achsen als auch Lenkachsen vorgesehen. Die für den reinen Vorortverkehr vorgesehenen Wagen (Berlin, Hamburg) erhielten keine Aborte. Bei den anderen Wagen wurde, um die Zahl der Aborte aus wirtschaftlichen Gründen gering zu halten, ein Durchgang zwischen mehreren Abteilen geschaffen. Zahlreiche Wagen mussten daher umgebaut werden. Nach der Jahrhundertwende wurden auch Abteilwagen der vierten Klasse beschafft.
Zwei- und dreiachsige Abteilwagen wurden zunächst für alle Zugarten auf Hauptbahnen eingesetzt. Mit dem Aufkommen der Durchgangszug-Wagen ab 1892 kamen Abteilwagen hauptsächlich in Personenzügen auf Hauptstrecken und im Ballungsraumverkehr zum Einsatz. Hier machte sich, neben dem schnelleren Fahrgastwechsel, der Umstand günstig bemerkbar, dass Bahnsteige von Bahnhöfen an Hauptstrecken nur mit gültiger Fahrkarte und kurz vor dem „Abgang“ des Zuges betreten werden durften, womit sich der Kontrollvorgang vom Zugpersonal auf das Bahnhofspersonal verlagerte. Durchgangswagen hingegen waren auf Nebenstrecken üblich, da es hier oft keine Bahnsteigsperren gab und die Kontrolle der Fahrausweise im Zug notwendig war.
Ab 1895 wurden insbesondere in Preußen und Sachsen (aber auch in geringerem Umfang in Baden, Bayern und Elsaß-Lothringen) vierachsige Abteilwagen gebaut, die überwiegend in den ab 1907 eingeführten Eilzügen sowie den sogenannten beschleunigten Personenzügen zum Einsatz kamen. In mehreren Serien wurden bis 1918 über 3500 Fahrzeuge gebaut. Die Abteile in den Wagen waren teilweise untereinander verbunden, um zu den Aborten zu gelangen. In den Wagen der dritten Klasse wurden die Abtritte erst später mit Wasserspülung ausgestattet.
Zuerst waren die Fensterrahmen bei den Abteilwagen – wie die Wagenkästen selbst – aus Holz, das sich aber schnell verzog. Nach einem Patent der Julius Pintsch AG wurde ab der Jahrhundertwende eine Messinglegierung dafür verwendet. Diese Wagen wiesen gerundete obere Fensterrahmen auf.
Ab 1910 wurde die bisherige Petroleumbeleuchtung auf Gasglühbeleuchtung umgestellt, was eine bessere Lichtausbeute in der Dunkelheit bot. Weil in den 1900er Jahren Holz teuer wurde, ging man zur Stahlbauweise über. Dies führte aber im Ersten Weltkrieg zum Einsatz minderwertiger Materialien.
Ausgerüstet waren die Wagen der Preußischen Staatseisenbahnen mit Regeldrehgestellen mit zweifacher, später dreifacher Federung. Die meisten Wagen wurden 18,55 Meter lang ausgeführt. Zuerst wurden einlösige Bremsen der Bauart Westinghouse verwendet, ab der Jahrhundertwende kam die ebenfalls einlösige Knorr-Personenzugbremse zum Einbau. Die Handbremse war in einem separaten Bremserhaus an einem Wagenende untergebracht. Diese wurden ab 1930 abgebaut.
Vereinzelt wurden Wagen nach den Musterblättern DI 23, Ib 4 und Ib 4a mit Krankenabteilen ausgestattet. Dazu wurde ein zwei Abteillängen umfassender Raum so umgebaut, dass eine Liege in Fahrtrichtung untergebracht werden konnte. Zur Verbesserung des Zugangs wurde beidseitig je eine Abteiltür mit einer zusätzlichen Klappe versehen.
Von den 21.000 gebauten Abteilwagen aller Bauarten gingen nach dem Ersten Weltkrieg 14.000 als Reparationsleistungen an andere Länder, davon 5000 in den Jahren 1919/1920 an das wieder entstandene Polen.

#### Übersicht über die preußischen Zwei- und Dreiachser
|  | Der Artikel ist nicht vollständig. Ergänzungen sind willkommen. |

| Musterblatt                               | Gattung                              | DRG-Skizze                           | Erstes Baujahr                       | Anzahl                               | Abteile                              | Sitze                                | Aborte                               | LüP [m]                              | Achsen                               | Achsstand [m]                        | Bemerkungen                                                                              |
| Bauarten nach den Normalien von 1878      | Bauarten nach den Normalien von 1878 | Bauarten nach den Normalien von 1878 | Bauarten nach den Normalien von 1878 | Bauarten nach den Normalien von 1878 | Bauarten nach den Normalien von 1878 | Bauarten nach den Normalien von 1878 | Bauarten nach den Normalien von 1878 | Bauarten nach den Normalien von 1878 | Bauarten nach den Normalien von 1878 | Bauarten nach den Normalien von 1878 | Bauarten nach den Normalien von 1878                                                     |
| ----------------------------------------- | ------------------------------------ | ------------------------------------ | ------------------------------------ | ------------------------------------ | ------------------------------------ | ------------------------------------ | ------------------------------------ | ------------------------------------ | ------------------------------------ | ------------------------------------ | ---------------------------------------------------------------------------------------- |
| Blatt 4                                   | AB                                   | AB Pr 78                             | 1878                                 |                                      | 1 / 3                                | 6 / 24                               |                                      | 10,800                               | 2                                    | 5,0                                  |                                                                                          |
| Blatt 4                                   | B                                    | B Pr 78                              | 1878                                 |                                      | 4                                    | 32                                   |                                      | 10,800                               | 2                                    | 5,0                                  |                                                                                          |
| Blatt 5                                   | A                                    | A Pr 78                              | 1878                                 |                                      | 3                                    | 20                                   | 1                                    | 10,800                               | 2                                    | 5,0                                  | mit innerer Kommunikation nach Bauart „Heusinger“, auch „Bromberger Schlafwagen“ benannt |
| Blatt 5                                   | AB                                   | AB Pr 78                             | 1878                                 |                                      | 1 / 2                                | 6 / 18                               | 1                                    | 10,800                               | 2                                    | 5,0                                  | mit innerer Kommunikation nach Bauart „Heusinger“, auch „Bromberger Schlafwagen“ benannt |
| Blatt 5                                   | B                                    | B Pr 78                              | 1878                                 |                                      | 3                                    | 26                                   | 1                                    | 10,800                               | 2                                    | 5,0                                  | mit innerer Kommunikation nach Bauart „Heusinger“, auch „Bromberger Schlafwagen“ benannt |
| Bauarten nach den Normalien von 1883/1884 |                                      |                                      |                                      |                                      |                                      |                                      |                                      |                                      |                                      |                                      |                                                                                          |
| I 4                                       | AB                                   | AB Pr 83                             | 1883                                 |                                      | 1 / 3                                | 6 / 32                               |                                      | 9,700                                | 2                                    | 5,0                                  |                                                                                          |
| I 5                                       | AB3                                  | AB3 Pr 83                            | 1883                                 |                                      | 1 / 3                                | 5 / 28                               | 4                                    | 11,600                               | 3                                    | 6,500 + 3,250                        |                                                                                          |
| I 5a                                      | AB3                                  | AB3 Pr 89                            | 1889/91                              |                                      | 1 / 4                                | 5 / 27                               | 2                                    | 11,600                               | 3                                    | 6,500 + 3,250                        | Übergangsbauart mit nur 2 Aborten zwischen den Typen I 5 und I 7                         |
| I 6                                       | C3                                   | C3 Pr 83                             | 1883                                 |                                      | 5                                    | 42                                   | 4                                    | 11,300                               | 3                                    | 6,500 + 3,250                        |                                                                                          |
| I 7I                                      | AB3                                  | AB3 Pr 83                            | 1883                                 |                                      | 1 / 4                                | 6 / 32                               |                                      | 11,600                               | 3                                    | 6,500 + 3,250                        |                                                                                          |
| I 7II                                     | AB3                                  | AB3 Pr 83                            | 1883                                 |                                      | 1 / 4                                | 5 / 27                               | 2                                    | 11,600                               | 3                                    | 6,500 + 3,250                        |                                                                                          |

#### Übersicht über die preußischen Vierachser
| Musterblatt               | Gattung                | DRG-Skizze             | Erstes Baujahr         | Anzahl                 | Abteile                | Aborte                 | LüP [m]                | Achsstand [m]          | Bemerkungen                        |
| Erste Versuchsbauarten    | Erste Versuchsbauarten | Erste Versuchsbauarten | Erste Versuchsbauarten | Erste Versuchsbauarten | Erste Versuchsbauarten | Erste Versuchsbauarten | Erste Versuchsbauarten | Erste Versuchsbauarten | Erste Versuchsbauarten             |
| ------------------------- | ---------------------- | ---------------------- | ---------------------- | ---------------------- | ---------------------- | ---------------------- | ---------------------- | ---------------------- | ---------------------------------- |
| –                         | ABB                    | B4 Pr 90               | 1890                   | 4                      | 2 / 4                  | 3                      | 16,700                 | 10,9 + 2,5             | Wagen der KED Cöln rechtsrheinisch |
| –                         | ABB                    | B4 Pr 92               | 1892                   | 3                      | 2 / 4½                 | 3                      | 17,400                 | 11,0 + 2,5             | Wagen der KED Erfurt               |
| Ältere Bauarten 1895–1904 |                        |                        |                        |                        |                        |                        |                        |                        |                                    |
| 3091 B                    | ABB                    | B4 Pr 97 u. a.         | 1895                   | ca. 350                | 2 / 4½                 | 3                      | 18,150                 | 12,0 + 2,5             |                                    |
| 3092 B                    | ABCC                   | BC4 Pr 99a u. a.       | 1898                   | ca. 200                | 1 / 3 / 4              | 4                      | 18,200                 | 12,15 + 2,5            |                                    |
| 3093 B                    | CC                     | C4 Pr 96 u. a.         | 1896                   | ca. 350                | 10                     | 3                      | 17,880                 | 11,83 + 2,5            |                                    |
| DI 21                     | ABB                    | B4 Pr 02 u. a.         | 1901                   | ca. 200                | 2 / 4½                 | 3                      | 18,550                 | 12,25 + 2,5            |                                    |
| DI 22                     | ABCC                   | BC4 Pr 03 u. a.        | 1902                   | ca. 200                | 1 / 3 / 4              | 4                      | 18,550                 | 12,25 + 2,5            |                                    |
| DI 23                     | CC                     | C4 Pr 02 u. a.         | 1902                   | ca. 300                | 9                      | 5                      | 18,550                 | 12,25 + 2,5            | vereinzelt mit Krankenabteil       |
| Neuere Bauarten ab 1904   |                        |                        |                        |                        |                        |                        |                        |                        |                                    |
| Ib 1                      | ABB                    | B4 Pr 04 u. a.         | 1904                   | ca. 350                | 2 / 4½                 | 3                      | 18,550                 | 12,25 + 2,5            |                                    |
| Ib 1a                     | ABB                    | B4 Pr 05 u. a.         | 1905                   | ca. 350                | 2 / 4½                 | 3                      | 18,730                 | 12,25 + 2,5            |                                    |
| Ib 2                      | ABCC                   | BC Pr 04 u. a.         | 1904                   | ca. 250                | 1 / 3 / 4              | 4                      | 18,550                 | 12,25 + 2,5            |                                    |
| Ib 2a                     | ABCC                   | BC Pr 06               | 1906                   | ca. 250                | 1 / 3 / 4              | 4                      | 18,620                 | 12,25 + 2,5            |                                    |
| Ib 3                      | BCC                    | BC Pr 05               | 1905                   | ca. 100                | 3 / 6                  | 3                      | 18,550                 | 12,25 + 2,5            |                                    |
| Ib 3a                     | BCC                    | BC Pr 07 u. a.         | 1907                   | ca. 100                | 3 / 6                  | 3                      | 18,730                 | 12,25 + 2,5            |                                    |
| Ib 4                      | CC                     | C4 Pr 04               | 1904                   | ca. 450                | 9                      | 5                      | 18,550                 | 12,25 + 2,5            | vereinzelt mit Krankenabteil       |
| Ib 4a                     | CC                     | C4 Pr 06 u. a.         | 1905                   | ca. 450                | 9                      | 5                      | 18,620                 | 12,25 + 2,5            | vereinzelt mit Krankenabteil       |
| Ib 4aII                   | CC                     | C4 Pr 12               | 1912                   | ca. 650                | 9                      | 4                      | 18,620                 | 12,25 + 2,15           |                                    |
| Ib 4aIII                  | CC                     | C4 Pr 12a              | 1913                   | ca. 650                | 9                      | 4                      | 18,620                 | 12,25 + 2,15           |                                    |
| Bd 38/Fig. 3, Bd43        | BB                     | B4 Pr 18               | 1920                   | 40                     | 7                      | 3                      | 19,200                 | 12,25 + 2,15           |                                    |
| Bd 38/Fig. 2              | CC                     | C4 Pr 18               | 1920                   | 86                     | 9                      | 4                      | 19,200                 | 12,25 + 2,15           |                                    |

#### Verwendung der preußischen Wagen bei der Deutschen Reichsbahn
Aus Gründen der rationelleren Fahrzeugunterhaltung wurde ab 1920 bei vielen Dreiachsern die mittlere Achse ausgebaut, weil man festgestellt hatte, dass dies aufgrund des an sich großen Abstandes der beiden äußeren Achsen keine negativen Auswirkungen auf die Laufeigenschaften hat. Außerdem wurden, um den nach den Waffenstillstands-Abgaben von 1919/20 (im Rahmen des Versailler Vertrags) drängenden Wagenmangel abzustellen, noch 500 zweiachsige Abteilwagen (50 Wagen zweiter, 450 Wagen dritter Klasse) preußischer Bauart beschafft. Wegen des großen Wagenmangels wurden überdies viele ehemals preußische Wagen den süddeutschen Eisenbahndirektionen zugewiesen, so dass diese Wagen nun im gesamten Deutschen Reich anzutreffen waren.
Ab Mitte der 1920er Jahre wurde bei Wagen, die auf mittlerweile elektrifizierten Strecken verkehrten, die hochliegenden Bremserhäuser abgebaut. Mit der Abschaffung der vierten Klasse 1928 wurden viele Abteilwagen durch das Zusammenlegen von Abteilen zu Traglastenwagen umgerüstet. Nachdem die DRG ab 1930 neue viertürige Eilzugwagen des Typs E 30 einführte, wurden in weiteren Wagen mehrere Abteile zu einem Großabteil zusammengelegt und als Traglastenabteil ausgewiesen.
Einige dieser Abteilwagen wurden ab 1930 für die Züge des Ruhrschnellverkehrs verwendet. Dafür erhielten sie den DR-Triebwagenanstrich in rot-beige. Die Fensterbereiche der zweiten Klasse waren allerdings wie bei der Berliner S-Bahn in stadtbahnblaugrün (RAL6004) ausgeführt. 18 Wagen der Abteilbauart wurden sogar neu beschafft.

### Entwicklung in Elsass-Lothringen
Die Entwicklung der Abteilwagen der Reichseisenbahnen in Elsaß-Lothringen war in hohem Maße von der Entwicklung der Wagentypen bei den Preußischen Staatseisenbahnen abhängig. So ist es auch nicht verwunderlich, dass ein Großteil der Wagen nach preußischen Musterblättern gebaut wurde. Es gab aber nicht nur Wagen mit Laternendächern nach preußischen, sondern auch solche mit Tonnendächern nach süddeutschen Vorbildern.
Als Lieferanten des rollenden Materials traten neben den wichtigen lokalen Unternehmen wie de Dietrich aus Reichshofen und der Elsässischen Maschinenbau-Gesellschaft Grafenstaden alle namhaften Waggonfabriken des Kaiserreichs auf. Größeren Anteil hatten die Firmen Gebrüder Gastell aus Mainz sowie van der Zypen und Charlier aus Köln-Deutz.

### Entwicklung in Baden
Auch bei den badischen Staatseisenbahnen waren zu Beginn die Wagen nach dem „englischen System“ – also zweiachsige Abteilwagen – die Träger der Personenbeförderung. Und dieser Zustand hielt über fast 30 Jahren an. Erst mit den Beschaffungen zur Jahrhundertwende wurden auch mehrachsige Abteilwagen eingeführt. Parallel dazu erfolgte dann auch erstmals die Beschaffung von zweiachsigen Durchgangswagen mit Seitengang nach dem System „Heusinger von Waldegg“.
Als in den neunziger Jahren des 19. Jahrhunderts für schnellfahrende Züge vermehrt Drehgestellwagen Verwendung fanden, hat man auch in Baden solche Fahrzeuge beschafft. Dies wurde auch deswegen notwendig, um den von den benachbarten Verwaltungen – z. B. Preußen-Hessen und Elsaß-Lothringen – geforderten Wagenausgleich bedienen zu können. Den Anfang machten in Baden 1893 die vierachsigen Abteilwagen. Der Wagentyp fand allerdings wie in vielen süddeutschen Verwaltungen keinen Anklang, so dass insgesamt nur 20 Stück beschafft wurden.
Die guten Erfahrungen mit den vierachsigen Abteilwagen veranlassten die Verwaltung der Staatseisenbahnen dazu, sich mit der Beschaffung von dreiachsigen Abteilwagen zu befassen. Man konnte sich allerdings erst 1906 dazu entscheiden, die Wagen erstmals anzuschaffen.

#### Übersicht über die badischen Zweiachser
| Gruppe                  | Musterblatt             | Gattung                 | DRG Gattung             | Hersteller              | Baujahr                 | Anz.                    | Anz. Abteile            | Anz. Sitze              | Aborte                  | LüP [m]                 | Achsstand [m]           | Bemerkungen                                                                   |
| ältere Bauarten ab 1860 | ältere Bauarten ab 1860 | ältere Bauarten ab 1860 | ältere Bauarten ab 1860 | ältere Bauarten ab 1860 | ältere Bauarten ab 1860 | ältere Bauarten ab 1860 | ältere Bauarten ab 1860 | ältere Bauarten ab 1860 | ältere Bauarten ab 1860 | ältere Bauarten ab 1860 | ältere Bauarten ab 1860 | ältere Bauarten ab 1860                                                       |
| ----------------------- | ----------------------- | ----------------------- | ----------------------- | ----------------------- | ----------------------- | ----------------------- | ----------------------- | ----------------------- | ----------------------- | ----------------------- | ----------------------- | ----------------------------------------------------------------------------- |
| 24                      |                         | ABC                     | BC Bad 60               |                         | 1860                    |                         | 1 / 1 / 2               | 3 / 4 / 16              |                         | 8,260                   | 4,280                   | flaches Dach mit hochgesetztem Bremserhaus, 1903 waren noch 3 Stück vorhanden |
| 25                      |                         | B                       | B Bad 60                |                         | 1860                    |                         | 0 / 4                   | 0 / 32                  |                         | 8,160                   | 3,900                   | ohne Bremserhaus                                                              |

#### Übersicht über die badischen Dreiachser
Bereits in den Jahren 1856/1857 wurden von den Badischen Staatseisenbahnen dreiachsige Abteilwagen der I. und II. Klasse beschafft. Die Wagen waren sowohl beim Untergestell als auch beim Aufbau komplett aus Holz gebaut. Sie hatten einen Achsstand von 4500 mm bei Wagenkastenlängen von 7540 oder 8000 mm. Die Wagenkästen hatten noch die damals übliche Postkutschenform.
| Gruppe                  | Musterblatt             | Gattung                 | DRG Gattung             | Hersteller              | Baujahr                 | Anz.                    | Anz. Abteile            | Anz. Sitze              | Aborte                  | LüP [m]                 | Achsstand [m]           | Bemerkungen                                                 |
| ältere Bauarten ab 1860 | ältere Bauarten ab 1860 | ältere Bauarten ab 1860 | ältere Bauarten ab 1860 | ältere Bauarten ab 1860 | ältere Bauarten ab 1860 | ältere Bauarten ab 1860 | ältere Bauarten ab 1860 | ältere Bauarten ab 1860 | ältere Bauarten ab 1860 | ältere Bauarten ab 1860 | ältere Bauarten ab 1860 | ältere Bauarten ab 1860                                     |
| ----------------------- | ----------------------- | ----------------------- | ----------------------- | ----------------------- | ----------------------- | ----------------------- | ----------------------- | ----------------------- | ----------------------- | ----------------------- | ----------------------- | ----------------------------------------------------------- |
| 12                      |                         | AB                      | AB3 Bad 56              | Schmieder               | 1856                    |                         | 1 / 2                   | 6 / 16                  |                         | 7,540                   | 4,500                   | 1902 waren noch drei Wagen vorhanden, bis 1903 ausgemustert |
| 36                      |                         | AB                      | AB3 Bad 57              | Schmieder               | 1857                    |                         | 1 × 1/2 / 3             | 6 / 32                  |                         | 8,000                   | 4,500                   | 1902 war noch ein Wagen vorhanden, bis 1903 ausgemustert    |
| 21a                     | 79                      | AB3                     | B3 Bad 02               | MAN                     | 1902                    | 5                       | 2 / 3                   | 10 / 20                 | 2                       | 8,000                   | 4,500                   | Lenkachsen, Westinghouse-Bremse und Bremserhaus             |

#### Übersicht über die badischen Vierachser
Die badischen Abteilvierachser waren generell mit Tonnendächern ausgestattet. Sie wurden – soweit sie nicht an 1919 als Reparationsleistungen an die Entente abgegeben wurden – so um 1930 ausgemustert. Ein Wagen des Typs C4 Bad 98 wurde ca. 1931 (Freese) mit einem Krankenabteil ausgestattet und erst 1956 bei der DB ausgemustert.
| Gruppe                   | Musterblatt              | Gattung                  | DRG Gattung              | Hersteller               | Baujahr                  | Anz.                     | Anz. Abteile             | Anz. Sitze               | Aborte                   | LüP [m]                  | Achsstand [m]            | Bemerkungen                      |
| ältere Bauarten von 1893 | ältere Bauarten von 1893 | ältere Bauarten von 1893 | ältere Bauarten von 1893 | ältere Bauarten von 1893 | ältere Bauarten von 1893 | ältere Bauarten von 1893 | ältere Bauarten von 1893 | ältere Bauarten von 1893 | ältere Bauarten von 1893 | ältere Bauarten von 1893 | ältere Bauarten von 1893 | ältere Bauarten von 1893         |
| ------------------------ | ------------------------ | ------------------------ | ------------------------ | ------------------------ | ------------------------ | ------------------------ | ------------------------ | ------------------------ | ------------------------ | ------------------------ | ------------------------ | -------------------------------- |
| 22                       | 75                       | ABB                      | B4 Bad 93                | v.d.Zypen                | 1893                     | 5                        | 2 / 4                    | 10 / 28                  | 3                        | 16,300                   | 10,500 + 2,5             | mit Tonnendach, ohne Bremserhaus |
| 23                       | 76                       | ABB                      | B4 Bad 93                | v.d.Zypen                | 1893                     | 5                        | 2 / 4                    | 10 / 28                  | 3                        | 16,300                   | 10,500 + 2,5             | mit Tonnendach, mit Bremserhaus  |
| 56                       | 77                       | CC                       | C4 Bad 93                | MAN                      | 1893                     | 4                        | 10                       | 74                       | 3                        | 17,300                   | 11,500 + 2,5             | mit Tonnendach und Bremserhaus   |
| 57                       | 78                       | CC                       | C4 Bad 98                | MAN                      | 1898                     | 6                        | 10                       | 74                       | 3                        | 17,300                   | 11,500 + 2,5             | mit Tonnendach und Bremserhaus   |

### Entwicklung in Bayern

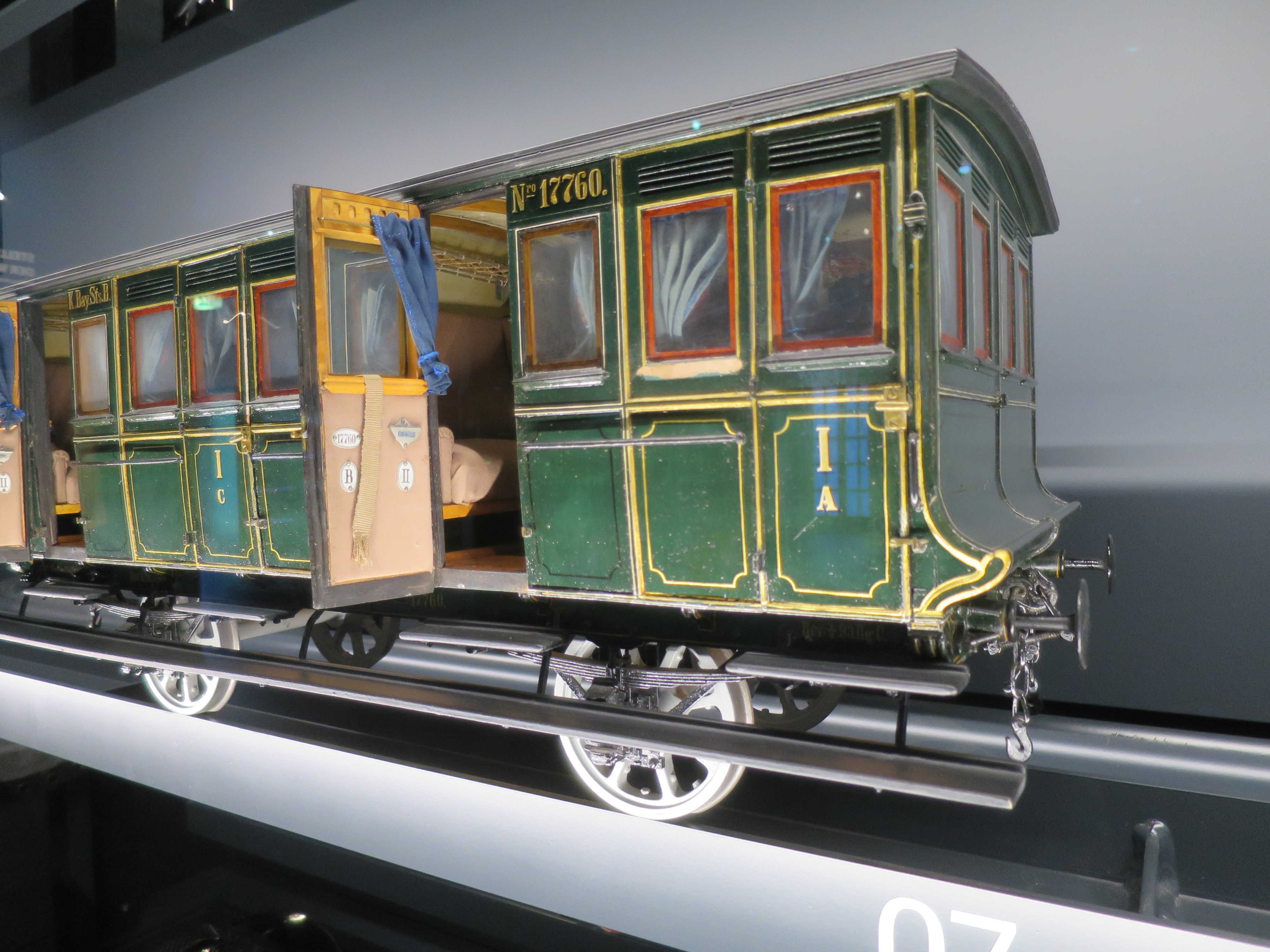
Halbabteilwagen – Das Halbabteil 1. Klasse: rechts

Wie auch bei den preußischen Eisenbahnen so war auch bei der K.Bay.Sts.B. der Abteilwagen zur Länderbahnzeit der vorherrschende Wagentyp. Dabei wurden bis in die 1880er Jahre nur zweiachsige Abteilwagen gebaut. Diese hatten teilweise auch die für die preußischen Wagen gebräuchlichen Laternendächer, ansonsten herrschten aber wie auch bei den anderen süddeutschen Bahnen das gewölbte Dach vor.
Ab ca. 1890 wurde eine größere Serie von dreiachsigen Abteilwagen beschafft die für den Einsatz in den damals neu aufkommenden schnellfahrenden Züge gedacht waren. Während in den Wagen der ersten Generation keine Aborte eingebaut waren, wurden diese nun berücksichtigt. Ebenso kamen die durchgehenden Druckluftbremsen auf. Ab 1890 wurden dann auch für die Schnellzüge vierachsige Abteilwagen gebaut.
Ein Vergleich der Bestandszahlen zu den Durchgangswagen zeigt folgendes Bild:
-- bis 1860 waren 93 % der Personenwagenbestandes Abteilwagen
-- um 1890 waren es nur noch ca 55 %
-- um 1910 waren es noch ca. 38 %
-- zum Ende der Länderbahnzeit waren es nur noch ca. 31 %
Eine Übersicht über die für die K.Bay.Sts.B. gebauten Abteilwagen ist auf der Seite „Liste bayerischer Personenwagen“ zu finden.

### Entwicklung in der Pfalz
Die Pfälzischen Eisenbahnen – eine private Eisenbahngesellschaft – entstand am 1. Januar 1870 durch die Vereinigung von Verwaltung und Betrieb der Pfälzischen Ludwigsbahn, der Pfälzischen Maximiliansbahn sowie der Gesellschaft der Pfälzischen Nordbahnen. Die Bahnen wurden zum 1. Januar 1909 verstaatlicht, in die Königlich Bayerische Staatsbahnen eingegliedert und dort als Bahnen des linksrheinischen Bayern mit Direktionssitz in Ludwigshafen am Rhein geführt. Bei den Pfalzbahnen waren Abteilwagen als Vollbahnwagen die Regel mit Ausnahme der Durchgangszug-Wagen. Nur auf den Lokalbahnen – z. B. Lautertalbahn – gelangten sogenannte „Durchgangs-“ oder auch „Intercommunikationswagen“ zum Einsatz.
Schon mit der Bestellung der ersten Lokomotiven für die neue Bahn (1846) wurden von dem damaligen leitenden Bauingenieur Paul Denis der Auftrag zur Lieferung von 80 Wagen erteilt. Es gab Sitzwagen der I. und II. Klasse, solche der III. Klasse- teils offen mit Seitenvorhängen, teils geschlossen – und Stehwagen der IV. Klasse. Die Wagen bestanden bis auf die Radsätze mit gusseisernen Rädern aus Holz und hatten die damals gebräuchliche Form von Kutschen mit geschwungenen Seitenwänden für die Abteile oder Halbabteile (Coupès).
| [ 3 ]         | Personenwagen gesamt | davon Abteilwagen |
| ------------- | -------------------- | ----------------- |
| 1860          | 123                  | 123               |
| 1880          | 352                  | 352               |
| 1900          | 668                  | 635               |
| 1910          | 912                  | 857               |
| 1918          | 995                  | 898               |
| 31. März 1920 | 967                  | 872               |

Als zweite Generation von Abteilwagen wurden ab 1861 solche der Gattung AB und C mit 8850 mm LüP und 4700 mm Achsstand beschafft. Diese hatten dann schon ein Untergestell aus eisernen Lang- sowie hölzernen Querträgern und Pufferbohlen sowie hölzernen Aufbauten. Die ursprüngliche Kutschenform der Aufbauten wurde zugunsten von geraden Stirn- und Seitenwänden aufgegeben, wobei die Seitenwände im unteren Bereich leicht eingezogen waren.
Die Merkmale der dritten Generation der Abteilwagen – beschafft ab 1868 bis etwa 1890 – waren dann hochgesetzte Bremsersitze (Freisitzbremse) oder auch Bremserhäuser und Oberlicht- oder auch Laternendächer wie bei den preußischen Abteilwagen.
Ab 1892 folgte dann die nächste Generation der Abteilwagen, welche an Stelle der Oberlicht- nunmehr Tonnendächer hatten und somit der damals hauptsächlich in Süddeutschland verbreiteten Bauform entsprachen.
Die Beschaffung der Abteilwagen verhielt sich zu der Beschaffung der übrigen Personenwagen in den Jahren 1860 bis 1920 wie in der nebenstehenden Liste aufgeführt.
Ähnlich wie bei den Großherzoglich Badischen Staatseisenbahnen wurde auch bei der Pfalzbahn die Beschaffung der Abteilvierachser durch den Zwang des Wagenausgleichs mit den benachbarten Gesellschaften getrieben. So wurden mit der Einführung der Eilzüge um 1900 seitens der Pfalzbahn insgesamt 22 Wagen dieses Typs beschafft, zwölf der Gattung ABB mit sieben Abteilen und zwei Aborten sowie zehn der Gattung CC mit zehn Abteilen und vier Aborten.
Eine detaillierte Übersicht über die pfälzischen Abteilwagen gibt es auf der Seite „Liste der pfälzischen Personenwagen“

### Entwicklung in Sachsen
Die Waggonbauanstalt der Leipzig-Dresdner Eisenbahn hatte schon bald nach ihrem Entstehen die Konzession erhalten, auch für andere Bahnen produzieren zu dürfen. In einem Katalog von 1843 wurden neben den üblichen zwei- und dreiachsigen Abteilwagen nach englischem Vorbild zwar auch teilweise recht große Vierachser angeboten; ob diese aber auch alle gebaut wurden, ist noch nicht endgültig geklärt. In den 1860er Jahren hat man sich im Verein Deutscher Eisenbahnverwaltungen auf eine Empfehlung geeinigt, wonach Personen- und Güterwagen am günstigsten möglichst kurz und zweiachsig zu bauen wären. Da Max Maria von Weber, bis 1869 Direktor der „Königlichen Direktion der östlichen Staatseisenbahnen“, maßgeblich am Zustandekommen dieser Empfehlung beteiligt war, wurden Staatsbahnwagen in der Regel als kurze Wagen mit drei bis vier Abteilen beschafft. Die LDE zum Beispiel beschaffte aber auch weiterhin wesentlich größere Wagen, sodass es zum Abschluss der Verstaatlichungen auch dreiachsige Wagen mit fünf bis sieben Abteilen im Staatsbahnbestand gab.

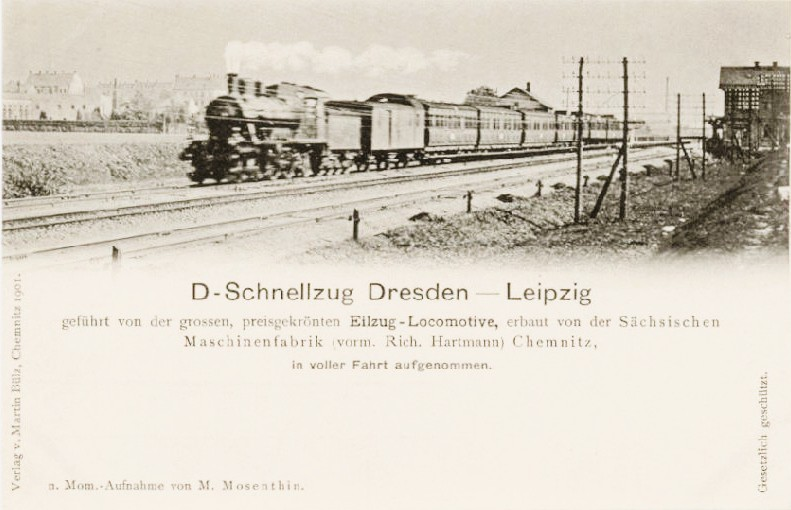
Schnellzug Dresden – Leipzig im Sommer 1901 in voller Fahrt im Bahnhof Kötzschenbroda; Lok X (wohl Nr. 176), Pw3ü Sa 99, C4 Sa 98, AB4 Sa 99, AB4 Sa 01 und weitere, kleinere Abteilwagen

In den 1880er Jahren änderte sich die Beschaffungspolitik wieder. Die Lokomotiven wurden leistungsfähiger und schneller, sodass man die Wagen stabiler bauen musste. Die Wagen wurden größer und es wurden auch wieder Dreiachser mit fünf bis sieben Abteilen beschafft. Außerdem wollte man den Reisenden mehr Komfort bieten. Daher begann man, die Wagen mit Toiletten auszustatten und zunächst erhielten die Abteile erster und zweiter Klasse Bankfenster. Aber auch 1892 wurde neben den Wagen der Gattung 109 (BC Sa 92) mit Toiletten noch eine Serie von sechs Wagen der Gattung 110 geliefert. Bis auf die fehlenden Aborte waren beide baugleich.
Ab 1895 erhielten auch die Abteile der dritten Klasse Bankfenster. Reisenden der vierten Klasse gönnte man den Luxus heller Wagen aber nicht, denn auch die entsprechenden Reichsbahnbauarten hatten nur Fenster in den Türen.
Genauso typisch wie für preußische Wagen das Oberlichtdach war, war für sächsische ein einfach gewölbtes. (Aber – hier wie da – keine Regel ohne Ausnahme!) Zunächst besaßen die Wagen noch ein recht flaches Dach. Ab Mitte der 90er Jahre erhielten die Wagen höherer Klassen ein stärker gewölbtes Dach. Ab 1898 wurden auch die vierachsigen Abteilwagen dritter Klasse mit dem stärker gewölbten Dach geliefert. Sie erhielten eine eigene Bauartbezeichnung (Gattung 141, C4 Sa 98; im Gegensatz zu den Flachdachwagen der Gattung 142, C4 Sa 97). Auch die letzten Wagen der Gattung 156, C Sa 95 wurden mit höherem Dach geliefert (wohl vier Stück von 1901), erhielten aber keine eigene Gattungsbezeichnung.
Allen Wagen dieser Epoche gemeinsam waren die hochliegenden Bremserhäuser (ausgenommen jenen wenigen Exemplaren, die noch ganz ohne Bremse gebaut waren), die Kiemenlüfter über den Türen (und z. T. auch über den Fenstern), die Türen mit rechteckigem Querschnitt und die ebenso geformten Fenster mit Holzrahmen.
Echte Abteilwagen vierter Klasse gab es in Sachsen nicht. Ebenso gab es im normalen Betrieb keine gemischtklassigen Wagen mit Räumen vierter Klasse. Die vierte Klasse wurde ohnehin nur im Nahverkehr angeboten. Daher gab es auch fast keine Vierachser vierter Klasse. Ursprünglich besaßen viertklassige Wagen gar keine (also nur Stehplätze) oder eine sehr spärliche Inneneinrichtung (für Reisende mit Traglasten). Folglich waren sie meist als Großraumwagen gestaltet.
Die nach der Jahrhundertwende in Sachsen konstruierten Reisezugwagen stellen eine neue Generation von Fahrzeugen dar. Höher gewölbte Dächer waren jetzt allgemein üblich. Die Kiemenlüfter in den Seitenwänden wurden durch Dachlüfter ersetzt. Die Türen besaßen oben abgerundete Ecken. Außer in der vierten Klasse erhielten die Fenster Metallrahmen mit oben abgerundeten Ecken. Dies diente der Erhöhung des Komforts, denn durch die schmaleren Rahmen vergrößerte sich die eigentliche Fensterfläche. Die Länge der Wagen wuchs und damit vergrößerte sich der Achsstand. Auch bei einem Achsstand von acht bis neun Metern wurden die Wagen als Zweiachser gebaut. Man experimentierte mit verschiedenen Federaufhängungen, um das Fahrverhalten zu optimieren. Ein Bi Sa 13 erhielt versuchsweise ein dreiachsiges Laufwerk, doch brachte dies keine entscheidenden Vorteile, denn es blieb bei diesem Einzelstück. Die Vierachser liefen nicht mehr auf Regeldrehgestellen, sondern auf Drehgestellen amerikanischer Bauart, den sogenannten Schwanenhalsdrehgestellen.
Nach 1910 wurden keine zwei- oder dreiachsigen Abteilwagen im eigentlichen Sinne mehr in Sachsen beschafft. Jene Fahrzeuge, die die typischen Seitenwandtüren der Abteilwagen besaßen, besaßen auch eine Endbühne und Übergangseinrichtungen (für das Personal), sodass sie zunächst als Durchgangswagen geführt wurden. Schon die frühe Reichsbahn ließ die Übergänge aber verschließen, sodass sie in den Reichsbahntypenblättern nur noch als Abteilwagen auftauchen. Sie besaßen offene Abteile mit Seitengang. In vielen dieser Wagen gab es aber auch jeweils ein abgeschlossenes Abteil. Wagen vierter Klasse hatten zwei Großräume mit Mittelgang und Quersitzen. An den Wagenenden besaßen sie Traglastenabteile. Dazu hatte man jeweils die äußeren Doppelbänke durch Längssitze ersetzt. Die Bauform von 1921 besaß eine vollständige Bestuhlung.

#### Übersicht über die sächsischen Zwei- und Dreiachser
Ältere Bauarten: Auswahl der wichtigsten Typen. Neuere Bauarten vollständig. Es gab bei der Reichsbahn durch Umbau weitere Unterbauarten. Dabei wurde aber nur die Inneneinrichtung verändert (z. B. Entfernung von Sitzplätzen für Traglastenabteile, Umbau von zweiter in dritte Klasse usw.).
| Gattung Sachsen   | Skizzenblatt DRG  | Erstes Baujahr    | Anzahl            | Bestand 1930      | Abteile           | Aborte            | LüP [m]           | Achsstand [m]     | Bemerkungen                                                          |
| Ältere Dreiachser | Ältere Dreiachser | Ältere Dreiachser | Ältere Dreiachser | Ältere Dreiachser | Ältere Dreiachser | Ältere Dreiachser | Ältere Dreiachser | Ältere Dreiachser | Ältere Dreiachser                                                    |
| ----------------- | ----------------- | ----------------- | ----------------- | ----------------- | ----------------- | ----------------- | ----------------- | ----------------- | -------------------------------------------------------------------- |
| AB                | B3 Sa 88          | 1888              | 49                | 41                | 1 / 4             | 4                 | 13,230            | 8,5               |                                                                      |
| C                 | C3 Sa 86          | 1885              | 61                | 27                | 6                 | 4                 | 12,830            | 8,0               | 2 Wagen ohne Bremse                                                  |
| C                 | C3 Sa 91          | 1891              | 17                | 12                | 6                 | 4                 | 12,830            | 8,0               |                                                                      |
| C                 | C3 Sa 95          | 1895              | 93                | 63                | 6                 | 4                 | 12,945            | 8,0               |                                                                      |
| Ältere Zweiachser |                   |                   |                   |                   |                   |                   |                   |                   |                                                                      |
| AB                | B Sa 91           | 1891              | 32                | 17                | 1 / 3             | 3                 | 8,500             | 5,5               |                                                                      |
| BC                | BC Sa 92          | 1892              | 11                | 18 (?)            | 2 / 3             | 2                 | 10,160            | 5,5               |                                                                      |
| BC                | BC Sa 99          | 1899              | 32                | 23                | 2 / 3             | 2                 | 10,160            | 5,5               |                                                                      |
| C                 | C Sa 95           | 1895              | 64                | 51                | 5                 | 2                 | 9,725             | 5,5               |                                                                      |
| C                 | C Sa 95/32        | (1932)            | 7                 | –                 | 5                 | 2                 | 9,725             | 4,5               | Umbau für die Windbergbahn                                           |
| Neuere Bauarten   |                   |                   |                   |                   |                   |                   |                   |                   |                                                                      |
| B                 | B Sa 13           | 1913              |                   | 87                | 6                 | 1                 | 14,770            | 8,5               |                                                                      |
| B                 | B3 Sa 13/14       | 1913              | 1                 | 1                 | 6                 | 1                 | 14,770            | 8,5               | dreiachsig                                                           |
| BC                | BC Sa 17          | 1917              |                   | 114               | 2 / 4             | 1                 | 13,600            | 7,0               |                                                                      |
| C                 | C Sa 11           | 1911              |                   | 167               | 7                 | 1                 | 14,740            | 8,5               |                                                                      |
| C                 | C Sa 14           | 1914              |                   | 20                | 7                 | 1                 | 14,370            | 8,0               |                                                                      |
| C                 | C Sa 16           | 1916              |                   | 233               | 6                 | 1                 | 12,770            | 6,5               |                                                                      |
| D                 | Ctr Sa 13         | 1912              |                   | 290               | (2)               | 1                 | 14,310            | 8,5               |                                                                      |
| D                 | Ctr Sa 16         | 1916              |                   | 124               | (2)               | 1                 | 13,840            | 7,5               |                                                                      |
| D                 | Cd Sa 21          | 1921              | 175               | 175               | (2)               | 1                 | 13,840            | 7,5               | vollständige Bestuhlung der beiden Großräume (8 „virtuelle Abteile“) |

#### Übersicht über die sächsischen Vierachser
| Gattung Sachsen | Skizzenblatt DRG        | Erstes Baujahr  | Anzahl          | Bestand 1930    | Abteile         | Aborte          | LüP [m]         | Achsstand [m]   | Bemerkungen     |
| Ältere Bauarten | Ältere Bauarten         | Ältere Bauarten | Ältere Bauarten | Ältere Bauarten | Ältere Bauarten | Ältere Bauarten | Ältere Bauarten | Ältere Bauarten | Ältere Bauarten |
| --------------- | ----------------------- | --------------- | --------------- | --------------- | --------------- | --------------- | --------------- | --------------- | --------------- |
| ABB             | B4 Sa 97                | 1897            | 10              | 8               | 1 / 5           | 6               | 16,010          | 9,5 + 2,5       |                 |
| ABB             | B4 Sa 99                | 1899            | 60              | 51              | 1½ / 6          | 6               | 19,370          | 13,0 + 2,5      |                 |
| ABB             | B4 Sa 01                | 1901            | 10              | 10              | 2 / 6           | 6               | 19,870          | 13,5 + 2,5      |                 |
| ABCC            | BC4 Sa 01               | 1901            | 29              | 32 (?)          | 1 / 3 / 5       | 6               | 19,830          | 13,5 + 2,5      |                 |
| BCC             | BC4 Sa 97               | 1897            | 3               | 3               | 3 / 5           | 6               | 17,830          | 11,5 + 2,5      |                 |
| CC              | C4 Sa 95, C4tr Sa 95    | 1895            | 22              | - 20            | 8 5             | 4               | 15,950          | 10,0 + 2,5      | Flachdach       |
| CC              | C4 Sa 97, C4tr Sa 97    | 1897/98         | 76              | - 69            | 9 6             | 4               | 17,330          | 11,0 + 2,5      | Flachdach       |
| CC              | C4 Sa 98, C4tr Sa 98/33 | 1898            | 283             | 232             | 9               | 4               | 17,330          | 11,0 + 2,5      | [ Anm. 6 ]      |
| Neuere Bauarten |                         |                 |                 |                 |                 |                 |                 |                 |                 |
| ABB             | B4 Sa 11                | 1911            |                 | 19              | 2 / 6           | 2               | 20,330          | 13,9 + 2,15     |                 |
| BCC             | BC4 Sa 13               | 1913            |                 | 2               | 4 / 5           | 2               | 20,110          | 12,5 + 2,15     |                 |
| BCC             | BC4 Sa 16               | 1916            |                 | 20              | 4 / 5           | 2               | 20,110          | 12,5 + 2,15     |                 |
| CC              | C4 Sa 11                | 1911            |                 | 152             | 10              | 2               | 20,000          | 13,5 + 2,15     |                 |
| CC              | C4 Sa 13                | 1913            |                 | 128             | 9               | 2               | 18,370          | 11,0 + 2,15     |                 |

### Verwendung nach dem Zweiten Weltkrieg

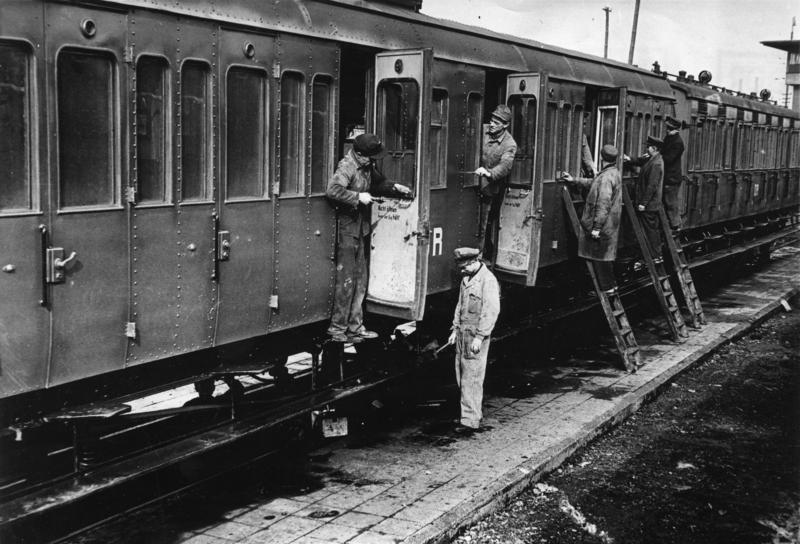
Ausbesserung eines Centoporte-Abteilwagens (Tipo 1928R) bei der DR

Die meisten Abteilwagen wurden von der Deutschen Bundesbahn (DB) in den 1950er Jahren zu Umbau-Wagen umgebaut. Spätestens mit dem Beschluss, keine Wagen mit hölzernen Wagenkästen mehr im öffentlichen Verkehr zu verwenden, sind die letzten bis Mitte der 1960er-Jahre abgestellt worden.
Bei der Deutschen Reichsbahn (DR) wurde zunächst zur Vereinfachung der Unterhaltung bei vielen Abteilwagen etwa jede zweite Tür ausgebaut, wobei mehrere Abteile zusammengefasst wurden. Außerdem entfielen auch die letzten noch vorhandenen Bremserhäuser. In den 1960er Jahren wurden viele Abteilwagen in Rekowagen umgebaut. Die letzten Länderbahnzweiachser verschwanden bis 1970.
Vierachsige Abteilwagen auch fremder Bauarten (beispielsweise italienische Centoporte) konnte man bis Anfang der 1970er Jahre antreffen. Die letzten Einheitsabteilwagen der frühen Deutschen Reichsbahn wurden im Osten Sachsens (Reichsbahndirektion Cottbus) bis Mitte der 1970er Jahre eingesetzt (fast ausschließlich Wagen der ehemaligen vierten Klasse).

### Abteilwagen mit Seitentüren bei Straßenbahnen

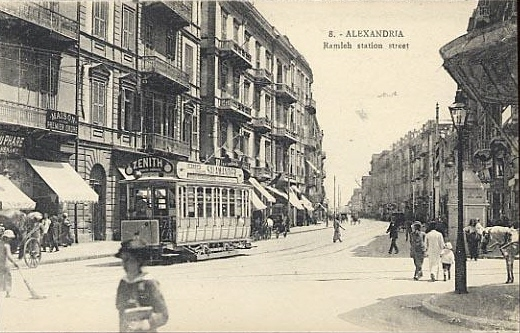
Abteil-Triebwagen der Straßenbahn Alexandria in Ägypten (1903)

Anders als bei den Eisenbahnen gab es früher bei Straßenbahnen nur ganz selten Abteilwagen, bei denen ebenfalls mehrere voneinander getrennte Abteile mit jeweils eigenen, auf der Wagenlängsseite angebrachten Einstiegstüren in einem gemeinsamen Wagenkasten angeordnet waren. Zu finden waren solche Straßenbahn-Triebwagen hauptsächlich bei der bereits 1860 als Pferdestraßenbahn eröffneten Straßenbahn Alexandria in Ägypten, wobei diese nach Wunsch der Straßenbahngesellschaft in Belgien gebauten Fahrzeuge zur Erstausstattung gehörten und sich bis auf den anders gearteten Wagenkasten technisch nicht von den gewöhnlichen Triebwagen unterschieden.
Der Grund für den Einsatz dieser Abteilwagen war hier die Trennung in Wagenklassen sowie auch (bzw. später nur noch) die Trennung in jeweils eigene Abteile für Männer und Frauen (heute sind in Alexandria entweder bei den blauen Dreiwagen-Zügen der Mittelbeiwagen oder bei den gelben Zweiwagenzügen der vordere Wagen für Frauen reserviert). Diese einzigartigen „Straßenbahn-Abteilwagen“ waren anderswo praktisch unüblich, konnten daher im Gegensatz zu den Abteilwagen bei der Eisenbahn nie eine signifikante Verbreitung finden und kamen in Alexandria selbst letztlich in den 1950er Jahren außer Gebrauch.
In der Anfangszeit der elektrischen Straßenbahnen gab es auch bei vielen mitteleuropäischen Betrieben sogenannte Sommerwagen. Das waren Fahrzeuge, die zwar ein Dach als Schutz gegen Regen und Sonne, aber keine (festen) Seitenwände besaßen. Der Zustieg erfolgte direkt über die seitlichen Trittbretter. Vorteil dieser Bauart war das große Fassungsvermögen bei geringem Eigengewicht. Vor allem beim Betrieb mit Pferden war das von Bedeutung, aber auch viele Betriebe mit reinem Triebwagenverkehr beschafften zunächst oft solche Fahrzeuge. Allerdings war ihre Anzahl nie hoch. Entsprechende Triebwagen wurden in Mitteleuropa so gut wie nicht beschafft, da Triebwagen zu teuer waren, um sie nur saisonal nutzen zu können. Bis zum Ersten Weltkrieg waren diese Wagen aber durch modernere Fahrzeuge ersetzt oder in gewöhnliche Wagen umgebaut worden.

## Abteilwagen mit Seitengang und geschützten Übergängen

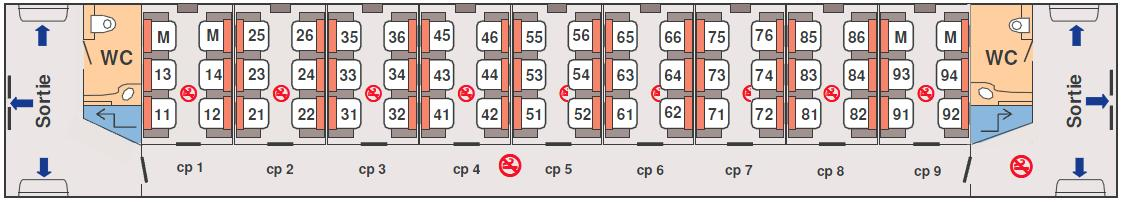
Skizze eines französischen Abteilwagens mit Seitengang (neun Abteile)

Ab Ende des 19. Jahrhunderts wurden die heute noch üblichen Abteilwagen mit Seitengang gebaut. Die ersten Wagen dieser Bauart kamen ab 1892 in Preußen in den neu eingeführten Durchgangszügen (D) zum Einsatz. Sie waren und sind mit durch einen Faltenbalg, der heute noch bei druckdichten Fahrzeugen verwendet wird, oder durch einen Gummiwulst geschützten Übergängen zum nächsten Wagen ausgestattet. Die Bauform mit Seitengang ist außer bei Sitzwagen auch bei Schlafwagen und Liegewagen üblich. Von Abteilwagen heutiger Bauart sind die modernen, aus Durchgangswagen entwickelten Großraumwagen zu unterscheiden, deren Innenraum in einen oder auch mehrere Großräume mit Mittelgang unterteilt ist.

### Entwicklung in Deutschland

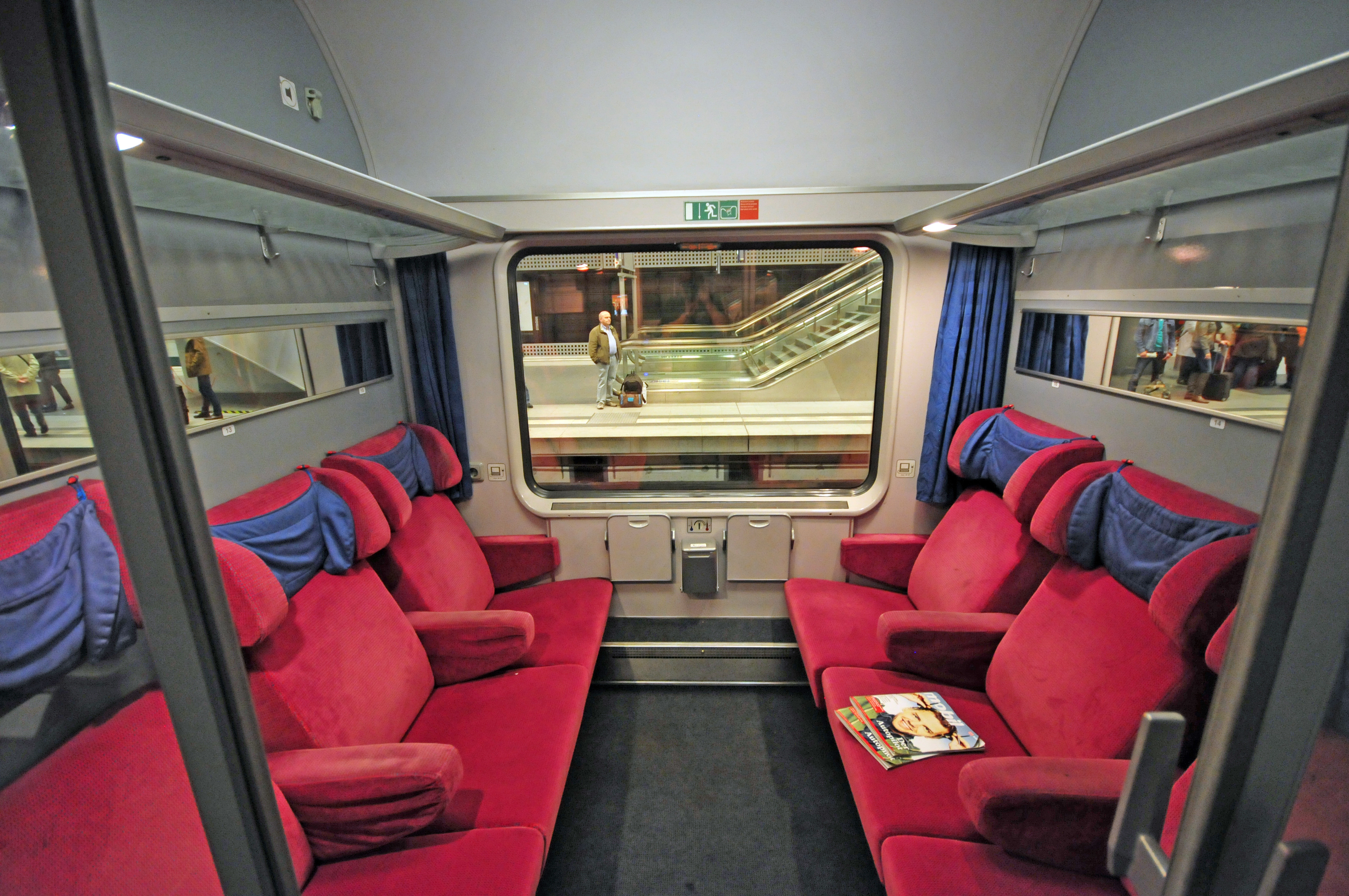
Abteil der ersten Klasse in einem IC

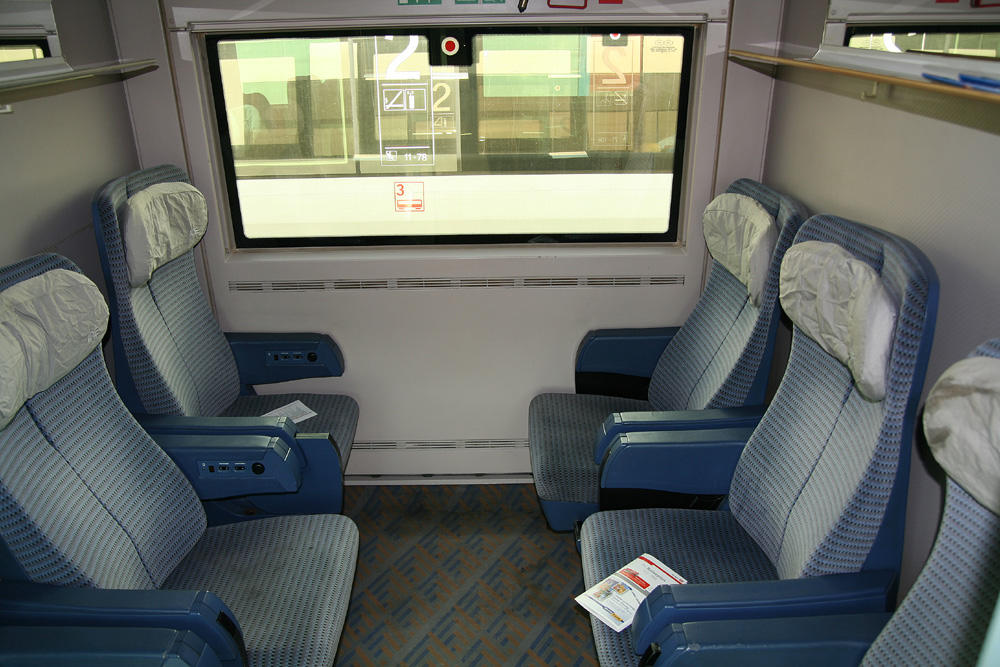
Abteil Innenansicht eines Abteilwagens mit Seitengang der zweiten Klasse in einem ICE 1 vor dem Redesign

In der Bundesrepublik waren bis in die 1970er Jahre im Fernverkehr nahezu ausschließlich Abteilwagen mit Seitengang üblich. Während in der ersten Klasse klimatisierte Wagen üblich waren, wurden in der zweiten Klasse überwiegend unklimatisierte Wagen mit zwölf Abteilen eingesetzt. Ende der 1970er Jahre entschied sich die Deutsche Bundesbahn gegen klimatisierte Abteilwagen der zweiten Klasse und für die Beschaffung von Großraumwagen mit 80 Sitzplätzen.
1988 beschaffte die Deutsche Bundesbahn wieder Zweite-Klasse-Abteilwagen der Bauart Bvmz185, die neben den normalen Abteilen an den Wagenenden auch offene Abteile mit vier Plätzen boten, denen gegenüber Sitzplätze im Großraumstil angeordnet waren. Dieser Bereich der Wagen wurde später zu normalen Großräumen umgebaut.
In der DDR entstanden ab den 1960er Jahren 24,5 Meter lange Abteilwagen, die UIC-Y-Wagen. 26,4 Meter lange Abteilwagen wurden in den 1980er Jahren für die Deutsche Reichsbahn verstärkt gebaut. Bei diesen UIC-Z-Wagen handelte es sich, wie bereits bei den UIC-Y-Wagen, um unklimatisierte Abteilwagen.
Um die Zeit der deutschen Wiedervereinigung kam es mit der neuen Zuggattung Interregio zu größeren Änderungen: Viele Abteilwagen aus Ost und West wurden umgebaut, es entstanden unklimatisierte Wagen mit fünf Abteilen, zwischen denen sich kleine Großraumbereiche befanden. Bei den in derselben Zeit entstandenen ICE-1-Zügen setzte man ebenso auf gemischte Wagen mit Abteilen und Großraumbereich.
Mit den Mitte der 1990er Jahre gebauten ICE 2 wandte man sich vollständig Großräumen zu. Heute werden anstelle der Abteilwagen nunmehr Großraumwagen mit Mittelgang eingesetzt, welche eine höhere Kapazität und mehr Fensterplätze, aber weniger Privatsphäre bieten. Sie sind billiger in Beschaffung und Betrieb. Der Trend geht in Richtung Großraum; die ICE 4-Züge verfügen ebenfalls nicht mehr über Abteile.
Bei der Deutschen Bahn gibt es reine Abteilwagen nur noch in der ersten Klasse bei Intercity- und Eurocity-Zügen; im Regionalverkehr kommen beim alex in beiden Wagenklassen auch Abteilwagen zum Einsatz.

### Entwicklung in der Schweiz
|  | Der Artikel ist nicht vollständig. Abgesehen von den Bergbahnen und Standseilbahnen fehlen die Abteilwagen, die von den Eisenbahn-Gründerjahren bis in die 1950er Jahre beschafft wurden, vollständig. Ergänzungen sind willkommen. |

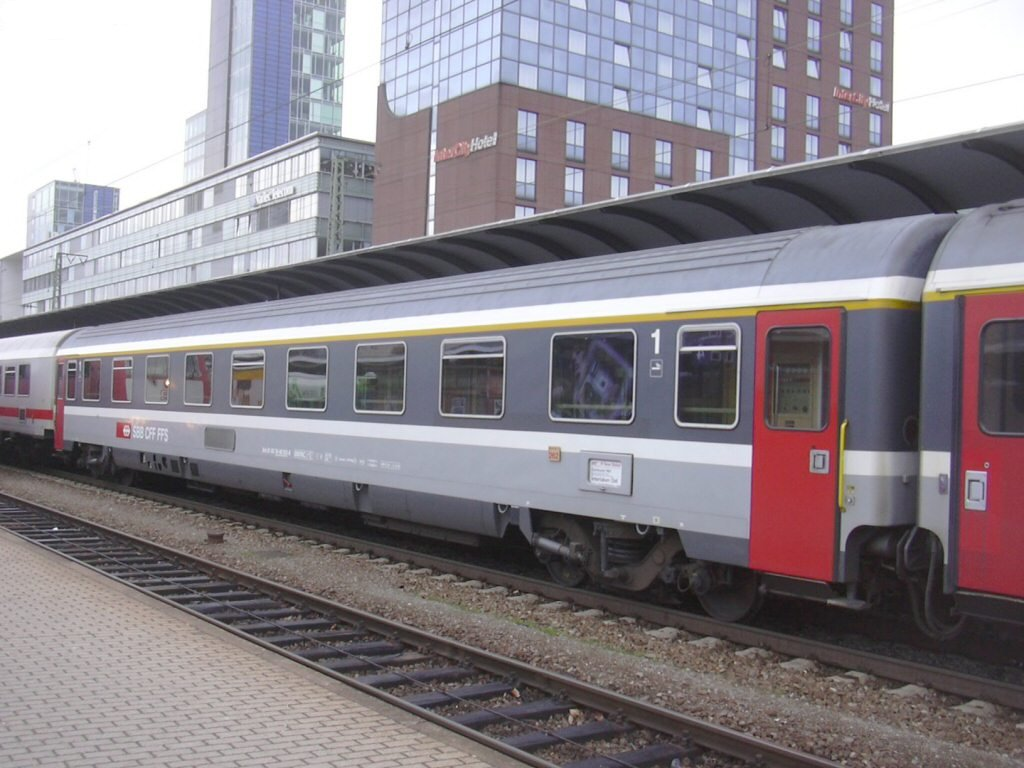
Eurofima-Abteilwagen der Schweizerischen Bundesbahnen in Freiburg Hauptbahnhof (2004)

Im Schweizer Inlandverkehr, ausgenommen bei Bergbahnen und Standseilbahnen, sind Abteilwagen nur wenig bekannt. Für Schnellzüge, insbesondere im internationalen Verkehr, wurden jedoch mehrere Serien Abteilwagen mit Seitengang gebaut.
Eine erste Serie von RIC-Wagen, noch sehr an die Einheitswagen (Schweiz, Normalspur) angelehnt, entstand bereits in den 1950er Jahren. Gemeinsam war die niedrigere Dachhöhe und die SIG-Drehgestelle. Die Länge betrug 23,70 Meter.
Die späteren RIC-Wagen, ab 1969 gebaut, entsprechen der Bauart UIC-X. Während die Wagen der ersten Klasse nur neun Abteile anboten, wie die UIC-Z-Type, besaßen die Zweitklasswagen zuerst zwölf Abteile. Ab 1972 wurden Fahrzeuge beschafft, die nur noch elf Abteile in der zweiten Klasse besaßen. Obwohl die Wagenserie dem X-Typ zugeordnet ist, entsprechen sie damit eher dem späteren Typ UIC-Z. Ein großer Teil dieser Wagen wurde ab 1989 zu Großraumwagen des Typs Bpm umgestaltet. Sie erhielten einem dem EW IV-Wagen ähnlichen SBB-IC-Anstrich und laufen heute überwiegend im Inlandverkehr. Die Wagen erster Klasse wurden zu Begleitwagen für die Rollende Landstraße der Hupac AG umgebaut.
Die Eurofima-Wagen mit Abteilen der ersten Klasse von 1977 blieben bis 2010 im Betrieb, zunächst in orange-lichtgrauer C1-Lackierung, später in EuroCity-Farben (Grautöne mit weißen Streifen und roten Türen). Die Wagen wurden inzwischen an ausländische Bahngesellschaften (Deutsche Bahn, RegioJet) verkauft. Abteilwagen zweiter Klasse wurden jedoch in dieser Generation und bei den nachfolgenden EuroCity-Wagen nicht mehr beschafft. Ausgenommen sind Liegewagen der Eurofimabauart von 1978.
Zudem gibt es Abteile der ersten Klasse in einigen EW-III-Wagen (heute bei der BLS).
In die ICN-Triebzüge wurden aus konstruktiven Gründen auch einige Erste-Klasse-Abteile eingebaut, ursächlich hierfür war die Masse des darüber liegenden Stromabnehmers.

### Entwicklung in Österreich

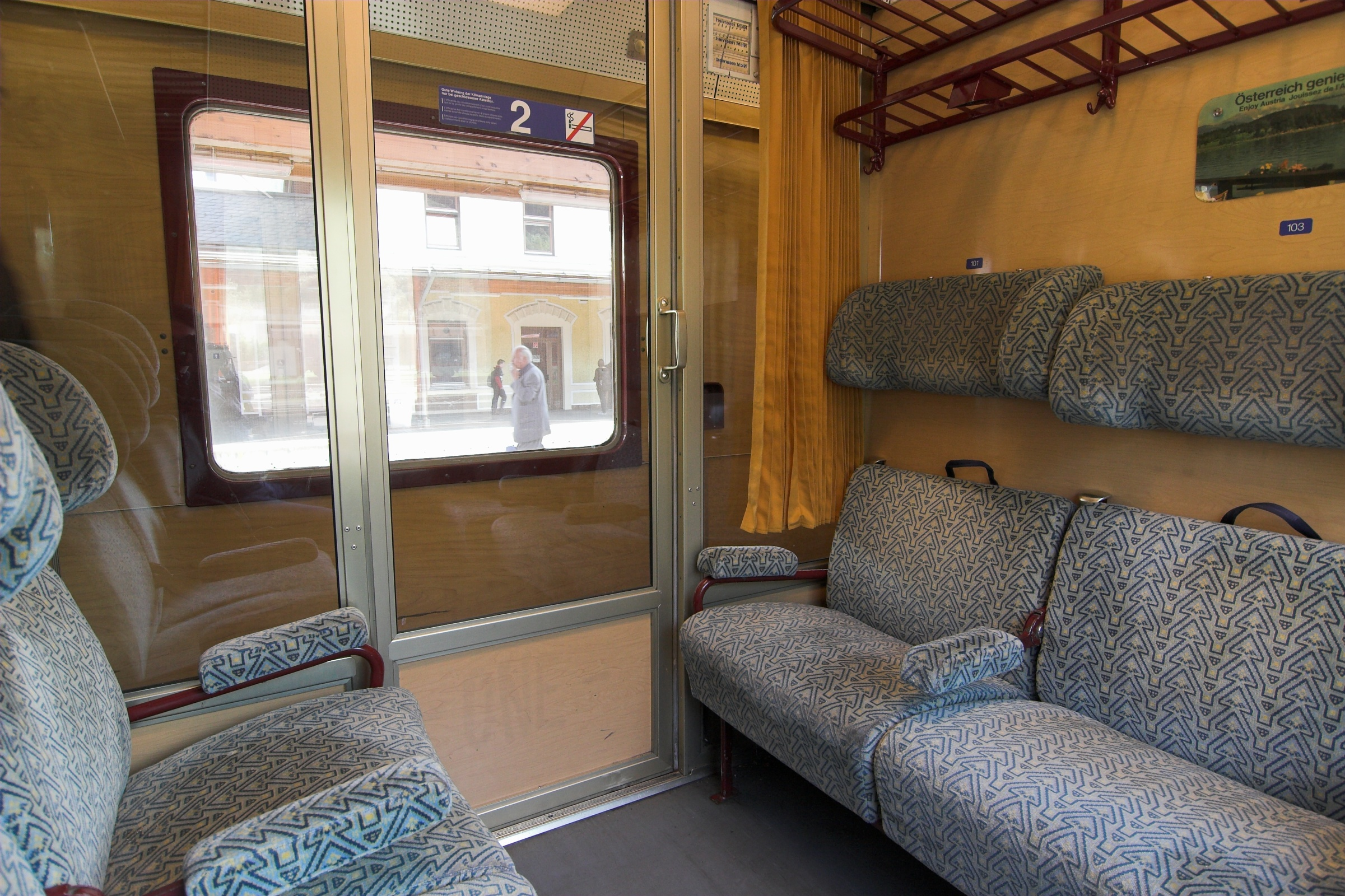
Abteil der zweiten Klasse im Triebzug der Baureihe ÖBB 4010

Zu Beginn des Eisenbahnverkehrs in Österreich-Ungarn (ab 1837) setzte die Kaiser Ferdinands-Nordbahn (KFNB) entsprechend den aus England importierten Lokomotiven zunächst ausschließlich Abteilwagen ein. Hingegen setzte die nach Süden bauende Wien–Raaber Bahn (WRB) zunächst auf das amerikanische System mit Großraumwagen.
Ab 1850 setzten sich Abteilwagen als die beherrschende Bauart im Personenverkehr (Salonwagen ausgenommen) durch. Erst ab den 1870er Jahren gingen immer mehr Bahngesellschaften zum Bau der Interkommunikationswagen über, lediglich die KFNB hielt bis zum von der Aufsichtsbehörde erlassenen Verbot zum Bau von reinen Coupéwagen (1893) an dieser Bauart fest. In der Folge setzte sich die Bauart nach Heusinger mit Abteilen und innerem Seitengang bei Schnellzugswagen in Österreich-Ungarn rasch durch.
Anders als in der Schweiz haben sich in Österreich auch im Binnenfernverkehr Abteilwagen behauptet. Die ab 1957 beschafften UIC-X-Wagen und ihre Vorläufer waren allesamt Abteilwagen, ebenso die Eurofima-Wagen der 1970er Jahre und verwandte Bauarten.
Die neuesten Abteilwagen in Österreich sind druckertüchtigte Wagen erster und zweiter Klasse, die Anfang der 1990er Jahre beschafft wurden. Mit dem Upgrading-Programm seit 2002 werden die Abteilwagen erster Klasse teilweise in Großraumwagen umgestaltet.
Die bis 2008 eingesetzten Triebzüge der Baureihe 4010 boten den größten Teil der Sitzplätze in Abteilen an, allerdings standen dort nach der Umwandlung ehemaliger Erster-Klasse-Abteile in der zweiten Klasse nur noch ein Großraumwagen der ersten Klasse zur Verfügung.
Bei den neuen Hochgeschwindigkeitszügen Railjet 1. Generation hat man bei der ersten Baureihe auf die Abteilwagen verzichtet, allerdings führten die ÖBB aufgrund der harschen Kritik von Seiten ihrer Fahrgäste diese bald wieder ein.
Bei den Railjets der zweiten Generation gibt es in den Wagen der zweiten Klasse wieder drei Sechserabteile, die allerdings sehr einfach ausgestattet sind. So sind die Trennwände aus Glas ohne Möglichkeit, Blickdichtheit zu schaffen. Außerdem gibt es weder Mistkübel noch Tische.